# 戦闘機

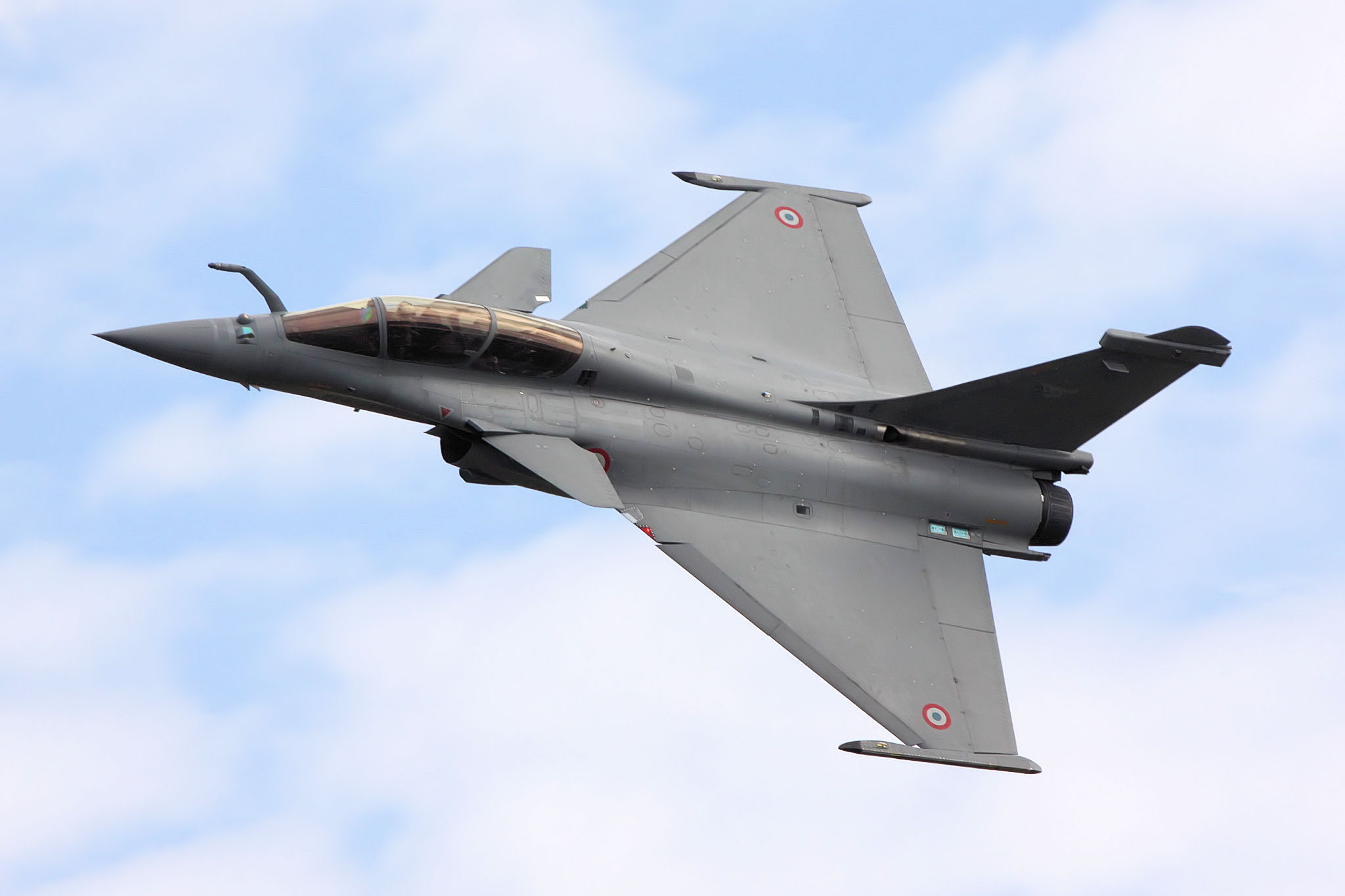
ダッソー ラファール

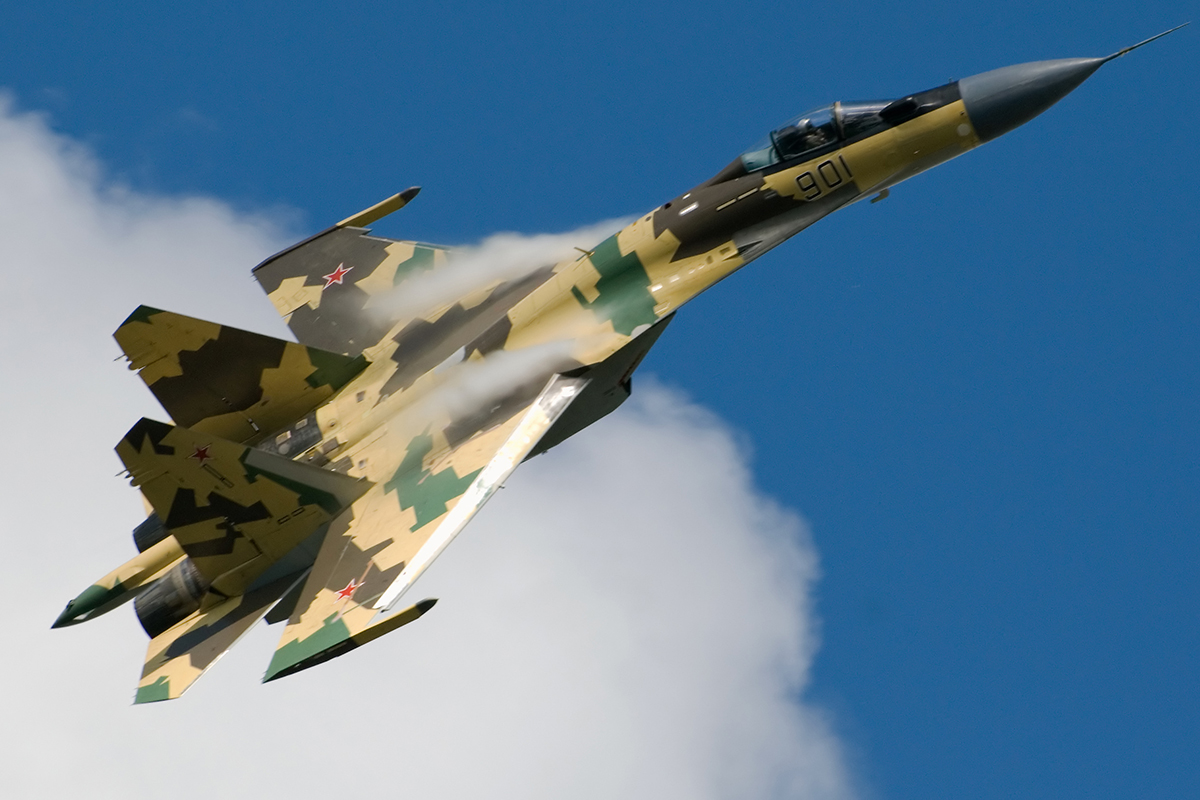
UAC Su-35

戦闘機（せんとうき、英: fighter aircraft, あるいは単にfighter、独: Jagdflugzeug,略称としてJäger）は、敵対する航空機との空対空戦闘を主任務とする軍用機。
フランス空軍のローラン・ギャロスが1915年にモラーヌ・ソルニエ Lの中心線に固定銃を装備したことで思想が生まれ、ドイツによるフォッカー アインデッカーの量産によって、固定銃を装備して敵の航空機を撃墜する機体として登場した。時代が進むにつれて技術の発達、戦訓により戦闘機の任務は多様化し、技術的、思想的にも違いが生まれていった。また、高い運動性を持つため、特殊飛行の公演にも利用される。
現在の戦闘機には、従来は攻撃機が担っていた対地攻撃・対艦攻撃・爆撃をこなせる機種も多い（マルチロール機）。
世界で最も生産された戦闘機はドイツのBf109の約35,000機。ジェット機最多はソビエト連邦のMiG-15の約15,000機（超音速機ではMiG-21の約10,000機）。日本最多生産機は零式艦上戦闘機の約10,000機。
世界で最も広く運用されている戦闘機は多い順にF-16、Su-27系、MiG-21系、F-15、F/A-18、MiG-29系、F-35、J-10、タイフーン、F-5。
英語では「Fighter」だが、1948年以前のアメリカ陸軍航空軍では「pursuit aircraft (追撃機)」と呼ばれていた。また、兵器を搭載できる航空機全般を指して戦闘機と呼ぶ場合がある が、その意味での戦闘機は軍用機を参照。
戦闘機の命名方法については軍用機の命名規則を参照。

## 種類分類

### 外形区別
単発機
搭載エンジンが1つのもの。そのため、レシプロ機はプロペラ1組、ジェット機はノズルが1つとなる。
双発機
搭載エンジンが2つのもの。そのため、レシプロ機はプロペラが2組、ジェット機はノズルが2つとなる。ただし、レシプロ機については景雲のようにエンジンは双発でありながらプロペラが1組という例や、2重反転プロペラを1基のエンジンで駆動する例(すなわちエンジン1つに対してプロペラ2組)も存在する。

### 任務区別
多任務戦闘機（マルチロール機、マルチロールファイター）
1機種で任務に応じて搭載兵装や装備品を変更することで制空戦闘、各種攻撃任務、偵察などの任務に投入できる戦闘機。
制空戦闘機
空戦によって戦闘空域を制圧する任務。格闘性能を重要とする。F-22は制空戦闘機よりさらに強調された航空支配戦闘機と呼ばれ、航空脅威だけでなく地上脅威にも支配力を及ぼす戦闘機。
戦闘爆撃機、戦闘攻撃機、長距離侵攻戦闘機、（支援戦闘機）
爆弾などを搭載し対地攻撃を行う。武装搭載量が多い。戦闘機用の兵装と攻撃機用の兵装の双方を搭載できまた状況に応じて戦闘機としても攻撃機としても活動できるのが戦闘攻撃機。戦闘機に爆弾などを搭載することはできるが、対地攻撃用システムを積んでいないものは、精度は低いものになるので戦闘攻撃機とは言わない(爆装)。戦闘機としても攻撃機としても能力を兼ね備えた多用途機である。戦闘機と爆撃機の能力を兼ね備えた機体が戦闘爆撃機。攻撃機の搭載量が高まった面から見れば戦闘爆撃機と戦闘攻撃機は同じものとなった。
支援戦闘機は、航空自衛隊での攻撃機の名称で、任務は対艦攻撃、対地攻撃、近接航空支援と広く、状況に応じて航空脅威の対処にも使用される。
要撃機（迎撃戦闘機、要撃戦闘機、局地戦闘機、防空戦闘機）
基地や艦隊の上空の防御を担当する。上昇力、速度を必要とする。地上警戒システムとのリンクも重要。制空戦闘機との区別がなくなり投入任務によって呼び名が変わる。
護衛戦闘機
爆撃機の護衛任務。

### 性能による分類
（明確な区分はなく、相対的な区別である。）
軽戦闘機
比較的格闘性能が高い。格闘戦が得意。運動性が主で敵との空戦が主目的。
重戦闘機
比較的速度が高い。一撃離脱が得意。速力、上昇力が主で敵爆撃機などの要撃が主任務。

### 運用する場所による分類
陸上戦闘機
陸上基地で運用する戦闘機。
艦上戦闘機
空母に搭載する戦闘機。
水上戦闘機
水上を離着陸する戦闘機。

### ジェット戦闘機の分類

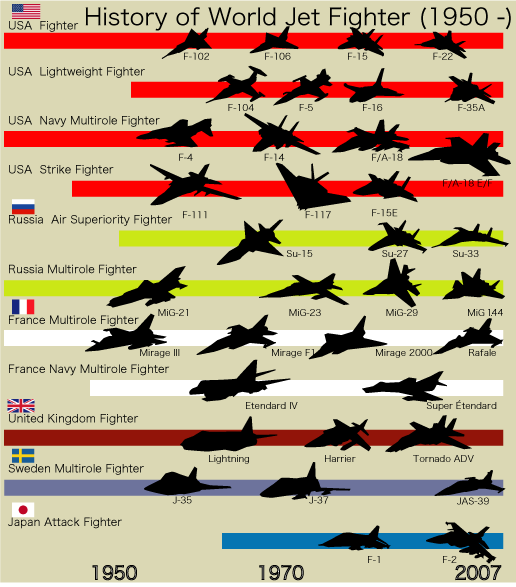
1950年以降の世界の戦闘機の図形式年表

第1世代
亜音速のジェット戦闘機。朝鮮戦争で初のジェット機同士の空戦を経験した。
第2世代（1950年代）
超音速のジェット戦闘機。
第3世代（1960年代）
ミサイル装備を重視して格闘性能を軽視した機銃を持たないジェット戦闘機。ベトナム戦争の空戦で接近戦が頻発し、格闘性能や機銃の大切さを知り誤りに気づくことになった。
第4世代（1970年代）
東西で作られた格闘性能を重視したジェット戦闘機。大推進力で機敏な機動飛行が可能になった。
第4.5世代
高い機動力を持ち攻撃任務を行うジェット戦闘機。
第5世代
ステルス性を持つ先制攻撃を目的にしたジェット戦闘機。
第6世代
2020年代後半以降に実用化されると目されている次世代のジェット戦闘機。各国が様々なコンセプトを提唱しているが、2021年現在では国際的に一致した見解は存在しない。

### 使用する天候による分類
第二次世界大戦で夜間戦闘機が登場し、それ以外を昼間戦闘機と区別することもあったが、レーダー計器の発達で全天候戦闘機が登場して定着し、それらの名前も廃れていった。
昼間戦闘機
索敵用の装備を搭載されておらず、乗員による目視にのみ依存する戦闘機。夜間戦闘機に対するレトロニム。
夜間戦闘機
視界のない夜間に空戦を行うために索敵用の装備を搭載された戦闘機。登場当初は索敵装備の重量が大きく、それを支える機体も鈍重となり純粋な空戦能力では在来型の戦闘機に及ばなかったため区別する必要があった。
全天候戦闘機
夜間でも悪天候でも昼間戦闘機と変わらない能力を発揮できる戦闘機。ジェット機の進化が進んだ現代ではほとんどが全天候戦闘機である。最大の特徴は高性能レーダーとレーダー誘導の空対空ミサイルを装備していることである。
制限天候戦闘機
簡単な火器管制装置と赤外線誘導ミサイルだけを装備する戦闘機を制限天候戦闘機をいう。

## 機体性能

### 諸元
格闘性能
旋回性能、上昇力、操縦性、速度、運動性、視界、加速、火力など総合的な性能。
速度
水平飛行における最高速度。レシプロ機、亜音速の時代には急降下による加速に機体強度がついていかなかったため、急降下制限速度が設けられていた。超音速の時代には水平飛行も機体強度から制限速度が設けられるので特筆されなくなった。
航続距離
フェリー距離（外部タンクを含む最大距離）と戦闘行動半径（任務をこなし往復できる距離）がある。
高高度性能
高高度まで上昇できる能力、および高高度で飛行を維持できる能力。
乗員数
戦闘機は、基本的に単座。1950年代からレーダー操作、航法を担当する乗員を配した複座が増えてきた。

### 構造
他の軍用航空機の多くがセミモノコック構造で胴体部が構成され中央翼構造を備えているのに対して、ほとんどの戦闘機は剛性の高い削出／溶接フレーム構造で構成され、外板は内部保護と空力特性向上を担う要素が大きい。一般に1-4名程度の乗務員は狭い操縦室に着座したまま飛行する。
与圧の有無は任務によるが、ジェット戦闘機の場合は破裂を避けるため被弾に備えて与圧をせず、パイロットは酸素マスクを着用する。
素材

ラファールに使用される素材と使用箇所
アルミリチウム合金
チタン合金
ケブラー
複合材料

一般的な飛行機と同様に、黎明期の木製布張り構造から、1930年代頃から金属製モノコック構造に進化していった。過渡期には木製モノコックや鋼管布張り、あるいはそれら材料の混合も見られた。たとえば、ジェット戦闘機のデ・ハビランド バンパイアでは木製合板を一部使用している。
しかしながら、1950年代には全てが全金属製構造になった（例外としてF-117はレーダー探知を避けるための素材として、一部木を採用）。金属材料としては、軽量で強度に優れるアルミニウム合金（ジュラルミン系など）が多用された。ただし耐熱性に劣るのが欠点であり、そのため超音速戦闘機では空力加熱対策として、一部あるいは全体にスチールを採用した例も存在する。ただし1950年代頃から同じく耐熱性に優れたチタニウム合金（チタンの合金）が実用化された。スチールより軽量だが同時に高価で工作が難しく、高速飛行時の空力加熱によって特に高温になる機体部位などに使用されていた。
1970年代頃からは繊維強化プラスチック (FRP) に代表される複合材料に代替されつつある。FRPは軽量で強度が大きくステルス性などに優れ、たとえば空力弾性特性に方向性を持たせた前進翼のような、金属材料では不可能な特殊な構造を作り出すこともできる。
エンジン
ジェットエンジン
出現当初は軸流圧縮式と遠心圧縮式のターボジェットエンジンが存在したが、時代と共に軸流式が主流になっていく。ジェットエンジンはレシプロエンジンよりスロットルの反応が悪く、戦闘機用エンジンとしては大きな欠点となった。また、レシプロエンジンに比して部分負荷運転時の効率が悪い。そのため、それを補うためにアフターバーナーを付加するのが、戦闘機用エンジンとしては必須となった。初期のジェットエンジンは低速特性が悪く、そのためにターボプロップエンジンが用いられたこともあった。しかしながら、戦闘機用エンジンとして実用化された例は第二次世界大戦後のジェットエンジン黎明期に開発されたイギリスの艦上戦闘機ウェストランド ワイバーンや、アメリカのXP-81 等の少数に留まった。
やがてターボファンエンジンが実用化され、亜音速旅客機や爆撃機などで採用されていくが、超音速戦闘機用のものの実用化は更に後の事となる。現代ではターボファンが主流だが、旅客機など亜音速機のターボファンエンジンは、ほとんどの推力をファンで稼ぐプロペラ機に近い物なのに対し、超音速性能が必要とされる戦闘機用エンジンは、バイパス比が低くターボジェットエンジンに近い。
だが、ターボジェットに比べより低速向きの特性のジェットエンジンであり、音速突破にはアフターバーナーの使用が必須になった。ただし最近の戦闘機用エンジンは、超音速巡航を可能にするためにさらにバイパス比が下げられ、また、機動性の向上を狙って推力可変ノズルを装備するものが現れている。
レシプロエンジン時代と異なり、運動性が重視される制空戦闘機などにも双発機が多く見られる。
ジェットエンジンは、プロペラの干渉が無いためエンジン同士を隣接して搭載でき、また小型エンジン双発の方が大型エンジン単発よりも出力効率が良く、機体を小型にできる傾向にある（F-5戦闘機等はそうした成功例である）。だが、エンジンは機体の部品の中でも高額で、燃費効率は小型エンジン多数使用より大型エンジン少数使用の方が良いため、コスト面や整備性では単発機が有利である。
戦闘機でも大型機と小型機が存在する場合は、小型機を単発に、大型機を双発にしてエンジンの種類を統一すれば、量産効果でコストも下げられる（ちなみに前述F-5戦闘機の場合は、ミサイルや無人標的機と同じエンジンを使い、コストを下げている）。
洋上での作戦が多いアメリカ海軍や航空自衛隊などの機体は、安全性に優れる双発機が好まれる傾向にある（片方のエンジンが停止しても、もう片方のエンジンのみで飛行を継続できるため）。
レシプロエンジン
レシプロエンジンは戦闘機専用の特殊な構造のエンジンと言うわけではなく、敢えて言えば小型軽量で大きさの割に大出力のものが戦闘機向けであった。例えばドイツでは、DB600系エンジンを戦闘機用とし、それよりも重量が大きいjumoエンジンを主に爆撃機用として用いた。しかしながら、大出力化につれ必然的に大型化も避けられない傾向にあった。
この時代は武装・航続力を重視する要撃戦闘機や護衛戦闘機は、止むを得ず双発となる事が多かったが、必然的により小型軽量な単発機よりも鈍重化は避けられず、またプロペラ同士の干渉を避けるためそれぞれのエンジンを離して配置せざるを得ず、機体のモーメントが大きくなり、格闘戦突入時などでは圧倒的に不利であった。
ロケットエンジン
Me163は史上唯一の運用可能なロケット推進戦闘機であった。強力な推力が得やすいため強力な加速が得やすい、他のエンジンのように外気を取り込まないために空気抵抗の要因となるエアインテークを機体に設ける必要が無い上、空気が薄い・存在しない所（宇宙空間など）でも運用可能（理論上）という利点があるが、安全性に難がある上に航続距離が極端に短いなどの欠点があるため実用機とは言い難く、現在では廃れている。
またロケットはエンジン出力が弱かった時代のジェット戦闘機の加速用に使用される場合もあった。また、戦闘機の武装の一つであるミサイルの推進機関はロケットエンジンが主流である。
翼

デルタ翼（三角翼）

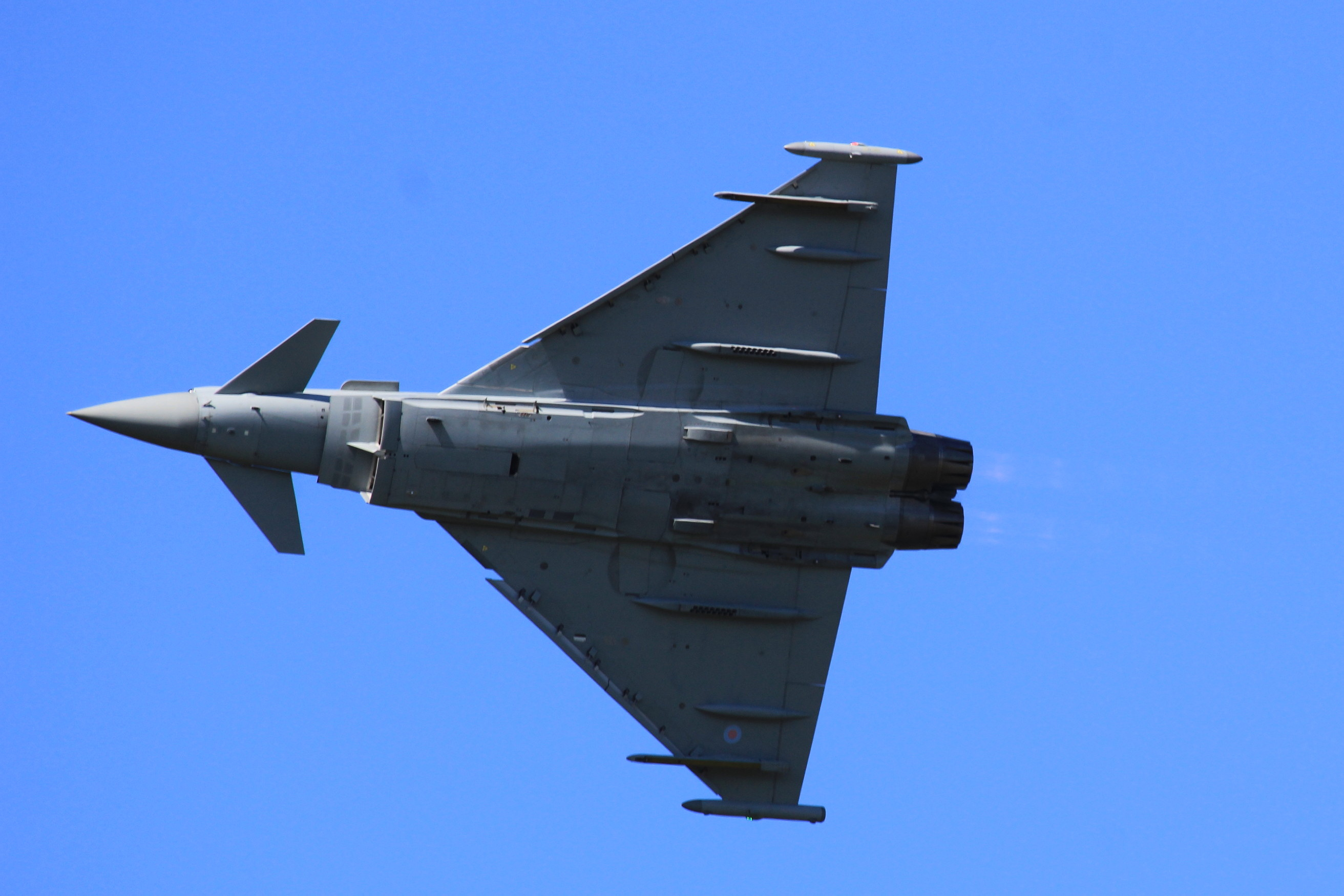
デルタ翼機のユーロファイター

主翼の前後幅が大きいので主翼自体で安定を保つ設計に適しており、無尾翼形式と併用される事が多い。その場合空気抵抗がその分小さくなり、後退翼よりもさらに高速飛行に適するが、低速域では揚抗比が悪く、機動性の面では不利。また、離陸時の滑走距離が長くなり、着陸時には揚力確保のため大迎え角を取らなくてはならない（そのため、視界が悪くなる）などの欠点がある。
初期では尾翼つき形式にする事、最近ではカナード翼を装備する事でこれらの欠点の改善を図っている（これをクロースカップルドデルタ（複合デルタ）或いはコウ・デルタと呼ぶ。ダブルデルタではない）が、空気抵抗に関するメリットは失われる。ただし同じ幅・後退角度の後退翼に比べれは、同等の空気抵抗でより翼面積を大きくできる。また構造上翼をより頑丈にでき、同等の強度であれば翼をより軽量化できるという利点はある。
無尾翼形式としてはミラージュ2000やミラージュ IIIなど、尾翼つき形式としてはMiG-21など、カナードつきはグリペン、タイフーン、ラファールなどに見られる。
クリップトデルタ翼（切り落とし三角翼）
デルタ翼の翼端を切り落とした形状。後退角を浅くしながら翼面積を大きくとれるので、低速域での揚抗比が高く、亜音速域での機動性が高い。その代わり普通のデルタ翼ほど前後幅が取れないので無尾翼形式は無く、ほぼ尾翼つき形式が採用されている（ただし戦闘機でなく爆撃機であれば、アブロ バルカンという無尾翼クリップドデルタ翼採用の例がある）。
F-15やF-16など。
ダブルデルタ翼（二重三角翼）
デルタ翼の欠点であった離着陸時の性能などの改善を図るため、翼の後退角に差を付けたもの。戦闘機としてはサーブ 35 ドラケンが唯一の採用例であるが、決して廃れた訳ではなく、後述するLEX (Leading edge extension) へと発展したと解釈される（ダブルデルタ翼の場合はデルタ翼の一種であるが、LEXは直線翼や後退翼と組み合わせることもでき、より範囲が広い用語と解釈できる）。
後退翼
レシプロ機時代は重心をより後方に持っていくための手法であった。最初の実用ジェット戦闘機であるMe262もその目的で後退翼を採用したのであるが、音速付近での翼の衝撃波の発生を遅らせる事ができる利点が発見され、その後の亜音速・超音速戦闘機に広く採用された。直線翼よりも安定性に優れるのが長所であるが、運動性を重視する戦闘機ではかえって弱点ともなるため、主翼に下反角をつけて安定性を下げる設計が行われる場合も多い。
F-86やMiG-15など、初期の亜音速ジェット戦闘機の多くがこの形式である。
ストレーキ

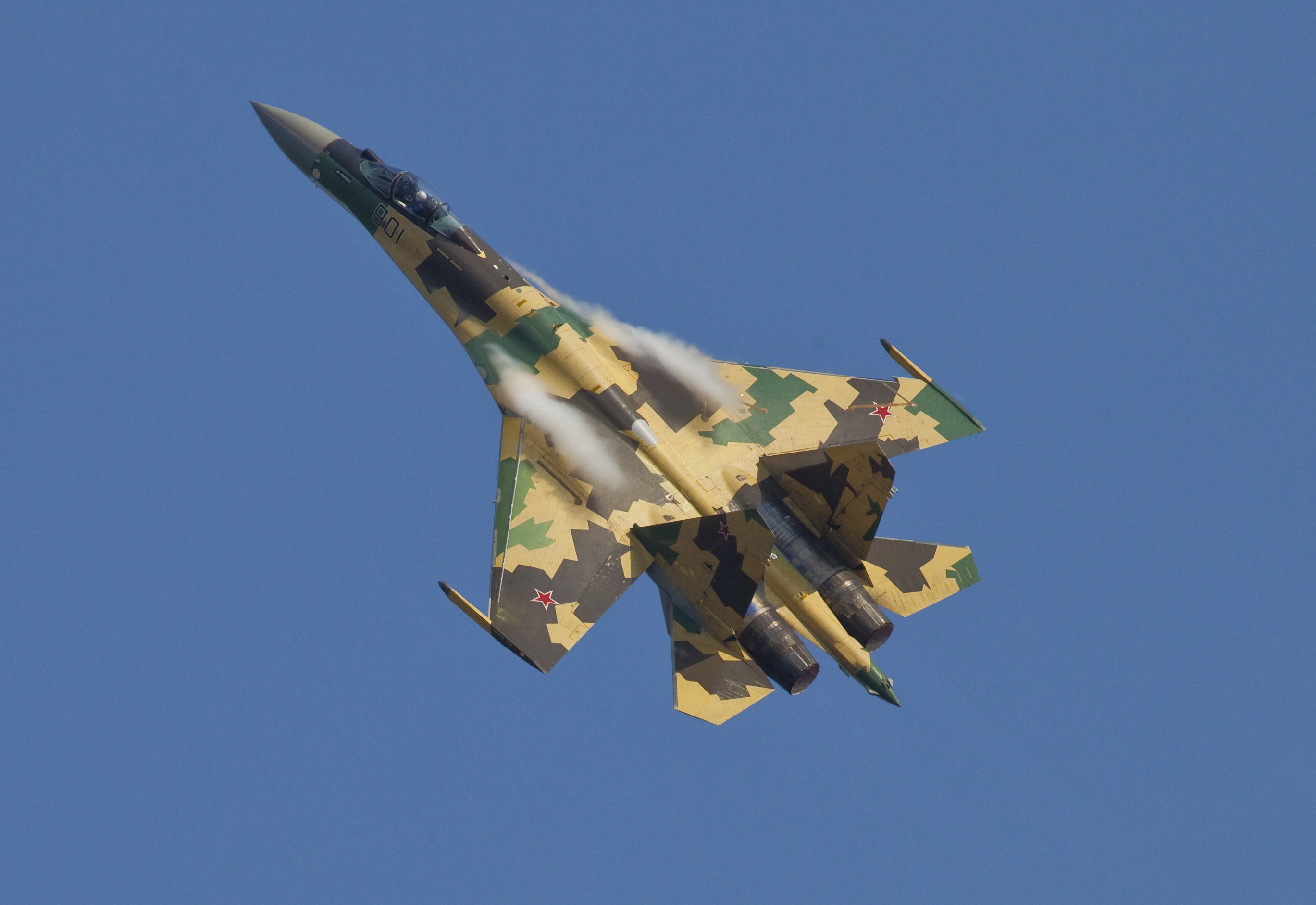
Su-35のストレーキにより発生する渦流

デルタ翼は、低速域での揚抗比が低い、離着陸時に失速し易い、などの欠点があった。これを改善するため、翼の後退角に差を付けたダブルデルタ翼が開発された。ストレーキは、このダブルデルタ翼の内翼を発展させたフィンである。特に主翼の前縁部分を延長したものはLERX(leading edge root extension/主翼前縁延長)と呼ばれる。ストレーキは空気の渦流を発生させ、それが主翼や水平尾翼へ流れる気流にエネルギーを与える事で、失速や舵の利きの低下を防ぎ、機体の機動性を大きく向上させている。
ストレーキを装備した機体は、F-16、F/A-18、Su-27など。
カナード
主翼の前部に取り付けられた小型の翼で、水平尾翼と同様に機体のピッチ制御を行う。水平尾翼と違って主翼と共に揚力を発生させる事により、主翼面積をその分節約する事ができる（水平尾翼の場合は通常マイナスの揚力を発生させるので、主翼はより揚力を発生させる事が求められる）。そもそも世界最初に飛行した機体であるライトフライヤー号がこの形式であったが、水平尾翼と比べて舵が過敏に反応するため安定性が悪いという事で、その後廃れてしまった。
近年、デルタ翼との組み合わせにより、主翼前部の気流を制御する事で機体の機動性が向上するという利点が発見され（前述のストレーキと同等の効果である）、また機体制御の難しさはフライ・バイ・ワイヤによって補う事が可能となり、広く用いられる事となった。なおデルタ翼は無尾翼形式によって主翼のみで安定を保つ設計が可能なため、カナードは揚力を発生しない設計にする場合も多い。
しかしごく近年では、ステルス性に難があるという欠点が発見されている。
菱形翼
翼の前縁に後退角が、後縁に前進角がついているもの。空力特性よりもステルス性を優先した設計の新しい形式である。
F-22やF-35、J-20などがこの形式。
可変翼
低空での機動に有利な直線翼から、超音速飛行に有利な後退翼まで、翼の角度を自由に変えることができる。反面、システムが高価かつ複雑になる。
MiG-23やトーネード IDS、F-14などがこの形式。
直線翼
レシプロ機時代は、戦闘機を含めて航空機全般の大半は直線翼であった。直線翼は揚抗比が高く機動性の確保には有利であるが、空気抵抗が大きく、また遷音速域では音の壁にぶつかるなど超音速飛行には向かない形状である。初期のジェット戦闘機にはレシプロ機時代からの継続として当然のように採用されているが、次第に後述する後退翼やデルタ翼など、超音速飛行向きの主翼形状に取って代わられる事になる。
ただしF-104のように翼の幅を縮め、厚さを非常に薄くすることによって、超音速向きの特性にした直線翼も存在する。
前進翼
後退翼と同じく、衝撃波の発生時差を付けることができるが、後退翼と違って翼端失速になりにくい。反面翼がねじれやすく、また後退翼とは逆の効果により安定性も悪くなる。しかし、前者は軽くて強度のある新素材の開発により、後者は機体制御コンピュータの発達などによって解決されてきている。また、安定性が悪いという事は急激な機体機動が可能という事を意味するので、機動性を重視する戦闘機にとっては利点とも言える（この観点から生まれたのが運動能力向上機である）。ただし、ステルス性に難があるという新たな問題が生じたため、この形式の戦闘機は実戦配備されていない。
X-29やSu-47などがこの形式。
明確に分類できない形式
以上、主翼の分類を述べてきたが、上記の分類に当て嵌めるのが難しい場合もある。F-4、Su-27の主翼のように、後退翼とクリップトデルタ翼の中間と言える形式のものは数多く存在する。ライトニングの主翼は、後退翼とも言えるし、翼端のみならず後縁内側をも三角形に切りぬいたクリップトデルタ翼とも解釈できる。
どの程度以上後退させた場合後退翼であるという明確な定義は存在しないため、F-5、F/A-18の主翼は、後退翼とも直線翼とも言いきれない。
ブレンデッドウィングボディ
主翼が滑らかに胴体と繋がっており、何処までが主翼で何処からが胴体なのか区別が付きにくい形状の事。特に大迎角を取った際に胴体も主翼の役割を果たし、実質上翼面荷重が小さくなる効果がある。又、ステルス性が向上する利点もある。他に胴体内容積が大きくなり、燃料等をより多く搭載できる利点もある。
戦闘機ではF-16が代表的な例である。これより更に発展した物として、リフティング・ボディ（主翼が存在せず、胴体そのものが揚力を発生し主翼の代わりをする）、全翼機（胴体が存在せず、主翼のみで構成された航空機）といった形式があるが、実用化された戦闘機での採用例は今の所存在しない。

### 兵装
戦闘機誕生以来、対空戦闘のための兵装は機関銃・機関砲と相場が決まっていた。第一次世界大戦時には、対気球・飛行船用としてロケット弾を装備した例もある。第二次世界大戦時に再びロケット弾装備が復活し1960年代頃まで使われたが、誘導装置のついたロケット弾、すなわちミサイルに取って代わられる事になる。現代でもロケット弾ポッドを搭載可能な戦闘機は多いが、専ら対地攻撃用である。
武装

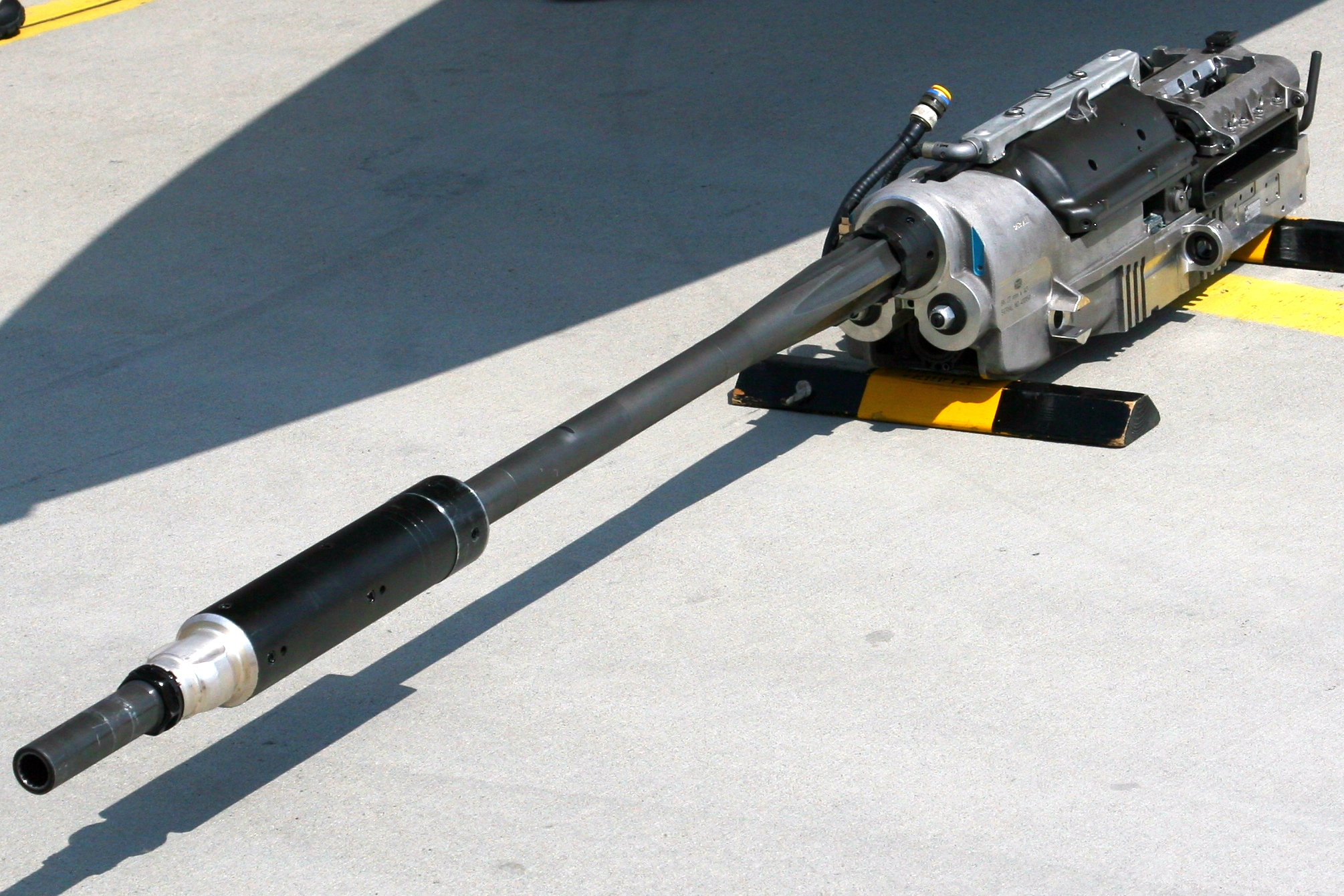
グリペンに搭載されているBK-27

機関砲は、空対空ミサイルの登場により、特に敵戦闘機と交戦する機会の少ない要撃機などには不要とされ装備されない機体も登場したが、ベトナム戦争などの教訓からミサイルの命中率がそれほど高くない事が判明したため、再び必須の装備になった。ミサイルの追尾性能がかなり向上した現代においても、万が一近接格闘戦に突入した場合の保険として必須と認識され固定装備されている。また機内には装備されないが、対地攻撃等の必要時にのみガンポッドとして機外搭載される機体もある(F-35B/C等)。
航空機関砲の砲身数は減少する傾向にあり、アメリカでは6門砲身のM61 バルカンから4門砲身のGAU-22/Aに移行し、ロシアでは2門砲身のGSh-23から1門砲身のGSh-30-1に移行した。またヨーロッパのマウザー BK-27、30 M 791は1門砲身である。
空対空戦闘用兵装は、前述の機関砲と空対空ミサイルである。遠距離戦闘時はアクティブ・レーダー・ホーミング (ARH) 及びセミ・アクティブ・レーダー・ホーミング (SARH) 式の長距離用ミサイルが、接近戦では赤外線誘導 (IRH) ミサイル及び機関砲が使われる。
電子機器

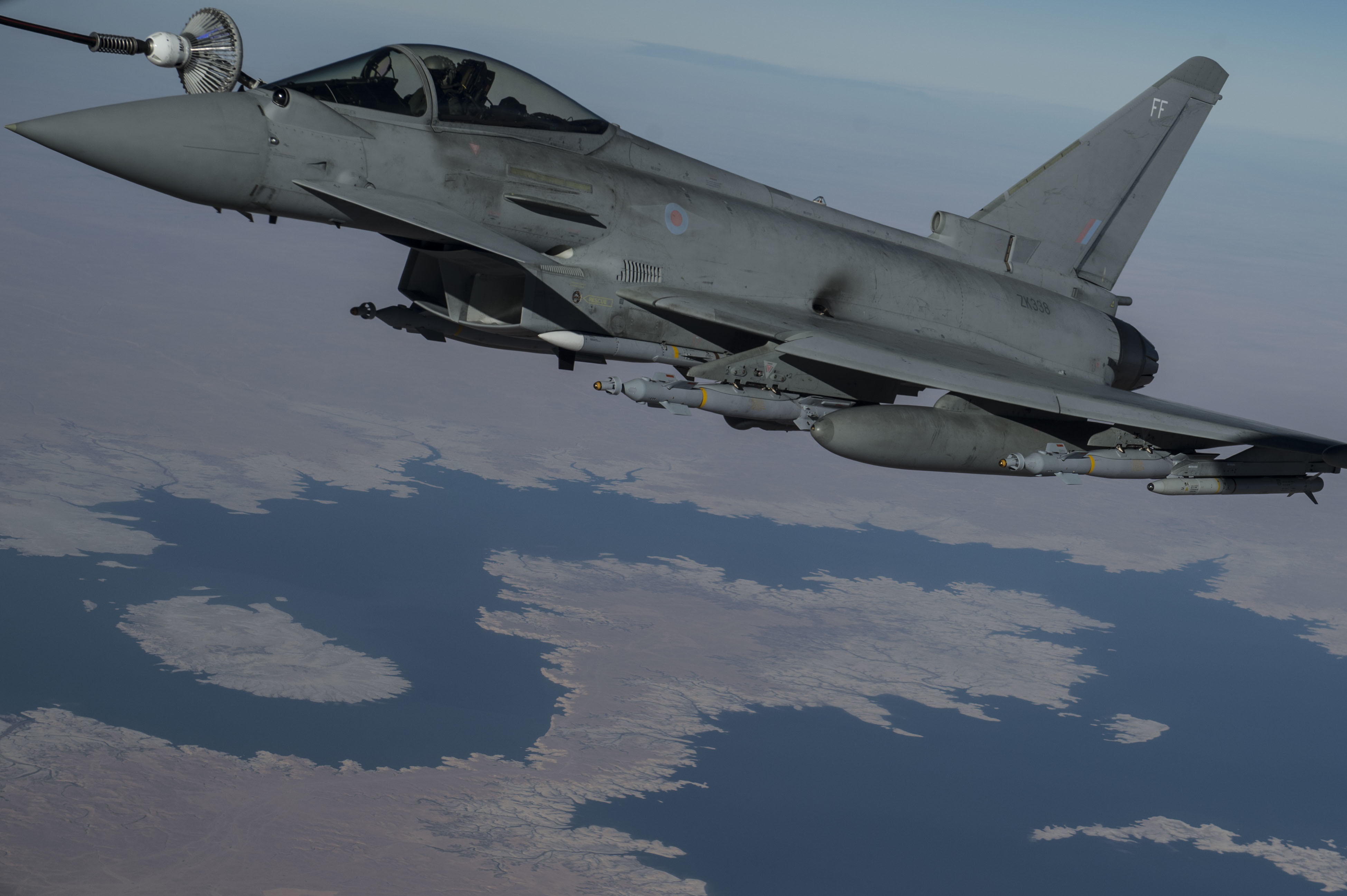
ミサイルと爆弾を搭載したタイフーン

一般に電子機器類の中枢部は専用の空調機構と耐振動保持機構によって保護されており、配線類も光ファイバーケーブルのように難燃耐熱耐ノイズ性の高いものが用いられている。21世紀以降の戦闘機でのデジタル化された搭載電子機器類は、各種機能が共通の演算ハードウェアとその上で動く多様なソフトウェアによって実現されるようになっており、一部の演算部が機能を失っても残りの演算部が直ちに引き継ぎソフトウェアを実行する冗長構成になっている。
アビオニクス
戦闘機のアビオニクス類は、一般的な航空機が備えるレーダーやGPS航法装置、FMS、FADECなどの他に、火器管制装置やレーダー警戒装置、IRST、ECM装置、戦術データ・リンク・システムなどが搭載されている。レーダーが敵より高性能で長探知距離・高分解能であれば、敵を先に発見・捕捉して先制攻撃をかける事ができる。また、ミサイルや機関砲の命中率を高めるためには、高性能な火器管制装置が必要である。
ECM装置
敵機のレーダーに探知された時は、レーダー警戒装置などESM装置でいち早く敵のレーダー電波を探知・分析し、同時にECM装置でそれを妨害する必要がある。これらの戦闘は電子戦 (EW) と呼ばれる。
ECM装置には、チャフ・フレア・デコイなど敵レーダーを欺瞞するものや、敵レーダー能力を低下させるジャミング（電波妨害）装置などがある。
情報共有システム
味方の支援を受けるためには、友軍機や早期警戒管制機 (AEW&C) 、地上要撃管制 (GCI) 等との情報共有が不可欠である。このために、戦術データ・リンク・システムなどの情報共有系統が必要である。AWACSなどからの支援の有無は航空戦では非常に重要な要素となる。
21世紀に入ってからは、高価なAWACSと電子的な連係作戦が行える先進的／近代的な空軍による航空作戦が行われている。

## 歴史

### 第一次世界大戦

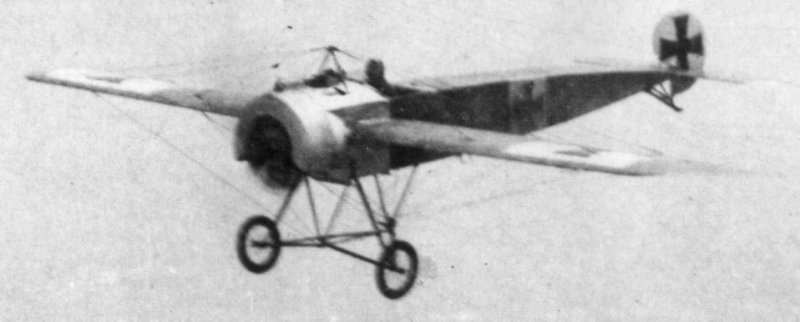
フォッカー E.III
（1916年、ウィルトシャー）

戦争初期、航空機は戦闘力を持たず敵地偵察に使われただけであった。最初期は、お互いに攻撃手段を持たず、敵偵察機に対し、そのまますれ違ったり、お互い手を振って挨拶していることもあった。しかし、航空偵察の効果が上がり始めると、敵偵察機の行動は妨害する必要性が出てきた。最初は持ち合わせていた工具を投げつけたのが始まりとされている。やがて煉瓦や石を投げ合い始め、拳銃や猟銃を使い始めた。操縦士は操縦桿から長時間手を離せないため、火力不足であるが片手で使え狭い操縦席でも取り回しやすい拳銃が多く使われた。また多少高価であってもモンドラゴンM1908のような半自動小銃を採用した例もある。
戦闘機誕生のきっかけは、フランス空軍のローラン・ギャロスが1915年にモラーヌ・ソルニエ Lの中心線に固定銃を装備したことに始まる。4月1日ドイツのアルバトロス製の航空機が初めて撃墜され、その後半月で4機撃墜し初のエースパイロットが誕生する。当初のエースパイロットの条件は10機以上撃墜であったが、士気高揚のため5機以上撃墜に改められた。
日本では1914年10月、日独戦争下の青島の戦いで日本陸軍の（日本陸海軍初の）実戦飛行部隊たる臨時航空隊が日本初の空中戦を経験する。機関銃を積んだドイツ軍機ルンプラー・タウベが上空を飛び回るため、日本のモーリス・ファルマン機は偵察任務を行えず、そのため臨時航空隊長有川鷹一陸軍工兵中佐がニューポールNG機に地上用機関銃を積んで偵察機の味方を支援、敵を妨害するという、戦闘機的な空中戦が行われた。
1915年6月ドイツがフォッカー アインデッカーを量産し、プロペラ内固定銃を装備して敵の航空機を撃墜する機体として登場し、この駆逐機（戦闘機）の独立出現を各国が見習うことになる。 本格的な空中戦闘はこの機体から始まり、それまで単一機で行われていた飛行機作戦から任務が細分化され、偵察→爆撃→空戦と発展して行く過程で専用機種が生まれた。この時代の戦闘機の構造は木製帆布張りが主体であった。エンジンは水冷式と、シリンダーを放射状に配置し、エンジン全体をプロペラと一緒に回転させて冷却する回転式（ロータリー式）の2種類があり、出力は200馬力程度であった。主翼は単葉（主翼が1枚）から三葉（同じく3枚）まで種種とりどりであったが、複葉（同じく2枚）が最も多かった。その後、プロペラ同調装置の発明により機首から機銃を射撃できるようになり、以降戦闘機は機首部に同調装置付きの機銃を装備するという形態が標準となった。
1915年後半になると戦闘機、爆撃機という専用機種が現れた。1916年には戦場上空での制空獲得思想が生まれる。ドイツは戦場制空のため、空中阻塞、駆逐戦法という数層に配置した防御的阻塞幕を構成する方法をとり、戦闘機の発達とともに敵機撃墜、航空優勢を獲得する戦法に発展し、空中アクロバット戦が展開されていった。しかし、航続距離が短かったため、侵攻して攻撃する戦法は未熟だった。
レシプロ戦闘機の形体が完成していくのと並行して、空冷式エンジンは、素材や設計の進歩により冷却効率が向上したこと、ならびに高回転化に伴って重いエンジン自体を振り回すデメリットが目立ってきたことから星型エンジンに変わっていった。水冷式エンジンも改良が進み、両方とも1000馬力程度までパワーアップした。主翼はしばらく複葉機の全盛時代が続いたが、第二次大戦の開戦前には、少数の複葉機（イタリアのCR.42やソ連のI-15bisなど）を除き主翼は単葉になった。また同時期に主脚も固定式から引き込み式になり、飛行時には主翼内や胴体内に格納されることで空気抵抗の低減が図られるようになった。機体構造も木製帆布張りから、鉄骨帆布張りへと移行、更に全金属モノコックへと変わっていった。

### 第二次世界大戦

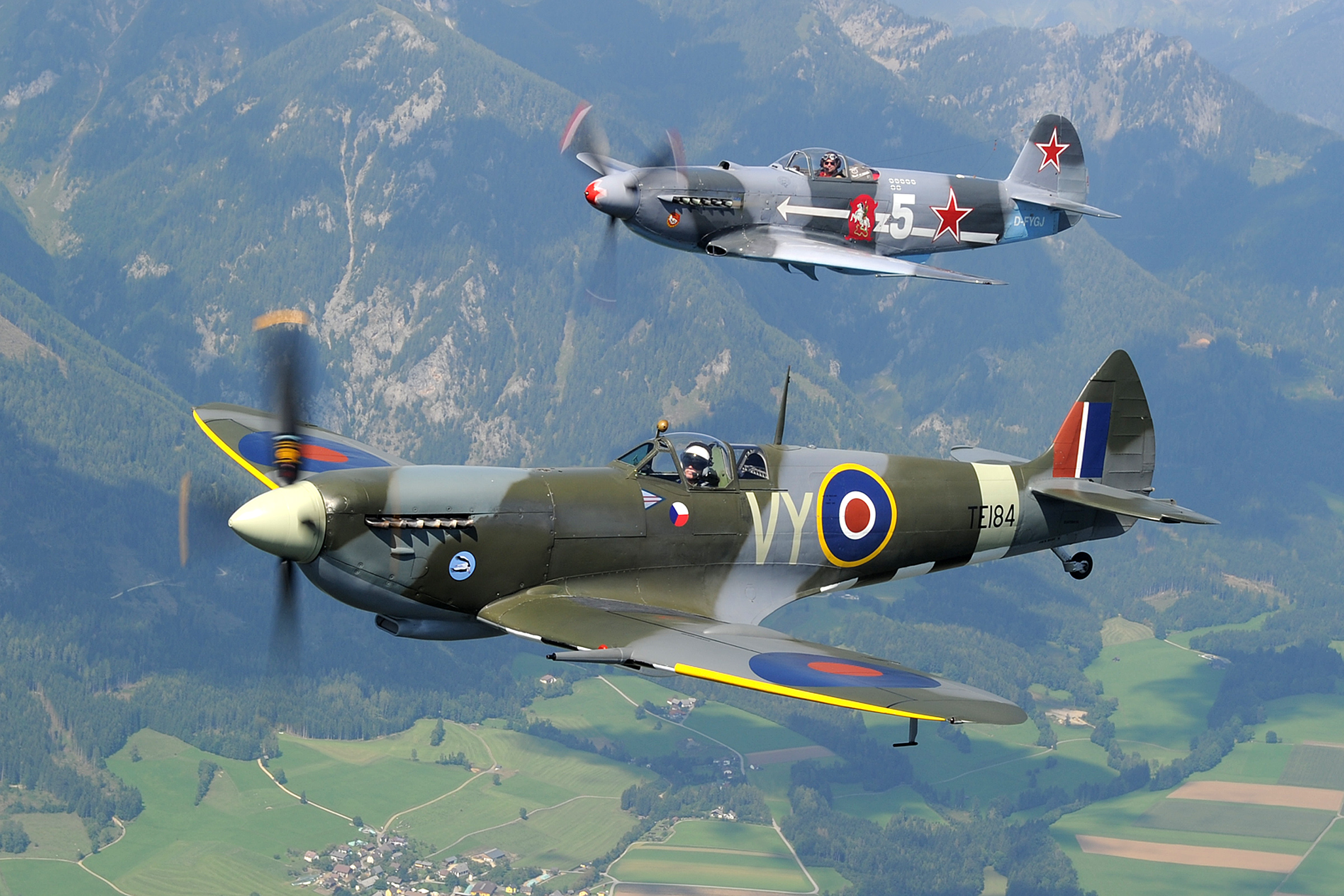
スーパーマリン スピットファイア（手前）とYak-3（奥）

第一次世界大戦における戦闘機は格闘戦的技術尊重が伝統となり撃墜数を競ったが、飛行機、武器の性能向上と数の増大で新しい傾向が生まれていった。編隊空中戦闘の思想が現れ、空戦では各個で行動するが、有利な態勢で空戦を開始するための全体大勢の指導や、終末後の集結帰還の指導が重視された。また、後方視界を持ち武装強化された複座戦闘機が現れ、対戦闘機以外の要地防衛、援護、地上攻撃など多様な戦闘機が現れ始めた。各国ともに国を挙げて戦闘機の改良と増産に励み、大半の戦闘機が全金属製・単葉・単座・単発となったが、例外もまだ多かった。
1921年10月9日、設計自体はイギリスの招聘技師によるものであるが日本でも初の国産戦闘機である一〇式艦上戦闘機が完成した。
1921年航空戦力の本質を攻勢とし空中からの決定的破壊攻撃を説いたドゥーエ（イタリア）の「制空」が発刊され、1927年ころには世界的反響を生んだ。ドゥーエやミッチェルに代表される制空獲得、政戦略的要地攻撃重視するために戦略爆撃部隊の保持が好ましく、1930年代には技術的にも可能となり、列強国は分科比率で爆撃機を重視するようになった。日本陸軍でも1928年3月20日統帥綱領制定で航空は攻勢用法に徹底して地上作戦協力を重視し、戦場空中防空、制空獲得の姿は消えてしまった。そういった動きから爆撃機（攻撃機）の発達で爆撃を戦略上重視し、戦闘機を軽視する戦闘機無用論が台頭する。日本では1936年前後に陸海軍で広く支持され、攻撃機を重視して戦闘機を無用視する主張や戦闘機に急降下爆撃をさせることで攻撃側にも使うという主張があったが、支那事変で戦闘機の価値が認識された。ドイツでも支持されたが、1940年バトル・オブ・ブリテンによって戦闘機の価値を認識した。アメリカでも支持され、1944年にはドイツ奥地への爆撃が中止される甚大な被害を受けて、戦闘機の必要性を認識した。
1937年9月日本海軍の源田実は支那事変で、それまで主として防御用と見られていた戦闘機を積極的に遠距離に進攻させ、制空権を獲得する「制空隊」を初めとする攻撃的、主体的な戦闘機の戦術を考案した。従来の攻撃機主体の戦術思想を一変させた戦闘機中心の画期的な新戦法であり、戦闘機の新たな価値が認識された。これを端緒に、戦爆連合、戦闘機の単独進出など積極的に使用する航空戦術の型が確立されていった。
1938年ドイツ空軍ヴェルナー・メルダースはスペイン内戦で、それまで3機編隊が主流となっていた戦闘機の最小編隊構成を、2機1組で編隊を組み、長機が攻撃・追撃に集中し、もう1機の僚機が上空ないし長機の後方で援護・哨戒を行う「ロッテ戦術」を考案した。さらに2機プラス2機の4機で編隊を組む「シュヴァルム戦法」にまで発展させた。これらはドイツ空軍だけの採用に留まらず、後に世界的に利用される編隊の形として定着していった。
第二次世界大戦初期までは格闘戦が主流であり、高い格闘性能を持つ機体が空戦で優勢だったが、アメリカ軍のように組織的に格闘戦を避けて一撃離脱を行うように指導する国も現れ、零戦対F4F、スピットファイア対Bf 109の対戦のように格闘戦と一撃離脱のどちらが有利な空戦に持ち込むかも勝敗に関係してきた。
日本海軍は太平洋戦争で敗色が濃くなると戦闘機で体当たり攻撃を行う特攻戦法を主張する者が現れた。軍令部第2部長黒島亀人は1943年8月6日戦闘機による衝突撃戦法を提案、1944年4月体当たり戦闘機の開発を提案している。1944年10月20日大西瀧治郎中将によって編成された最初の神風特別攻撃隊の機体として零式艦上戦闘機が使用されて以降戦闘機による特攻が終戦まで行われた。

### ジェット戦闘機への移行
第二次世界大戦は、航空機主体の戦いとなり、開戦当初1,000馬力未満だったエンジン出力は大戦後半には2,000 - 2,500馬力にも達した。その急速な技術進歩の過程で、Me262などのジェット戦闘機が誕生した。プロペラは その先端速度が音速（1,200km/時：海面）に近づくと空気圧縮の発生により推進効率が悪くなる。その結果プロペラ機の最高速度は800km/時あたりで頭打ちとなってしまう。レシプロ戦闘機は第二次大戦終了からさほど経たないうちにその速度域に達し、主力戦闘機としての使命が終了した。以後ジェット戦闘機の時代に突入する。
1930年代頃から、レシプロエンジンに代わる新しい推進装置として、ドイツやイギリスなどでジェットエンジンの研究が進められていた。世界で初めて飛行したジェットエンジン機は、1939年に初飛行したハインケルHe178である。第二次大戦後期にかけて各国でP-80 シューティングスター（アメリカ）、Me 262（ドイツ）、ミーティア（イギリス）などのジェット戦闘機が登場したが、本格的な実用化はドイツのMe262だけであった。初期のジェット機はレシプロ戦闘機の設計の延長上にあるものが多く、エンジンの装備位置は、第二次大戦中のMe 262や直線翼機では主翼下に吊り下げたポッド式や主翼に埋め込んだ機体が多かった。

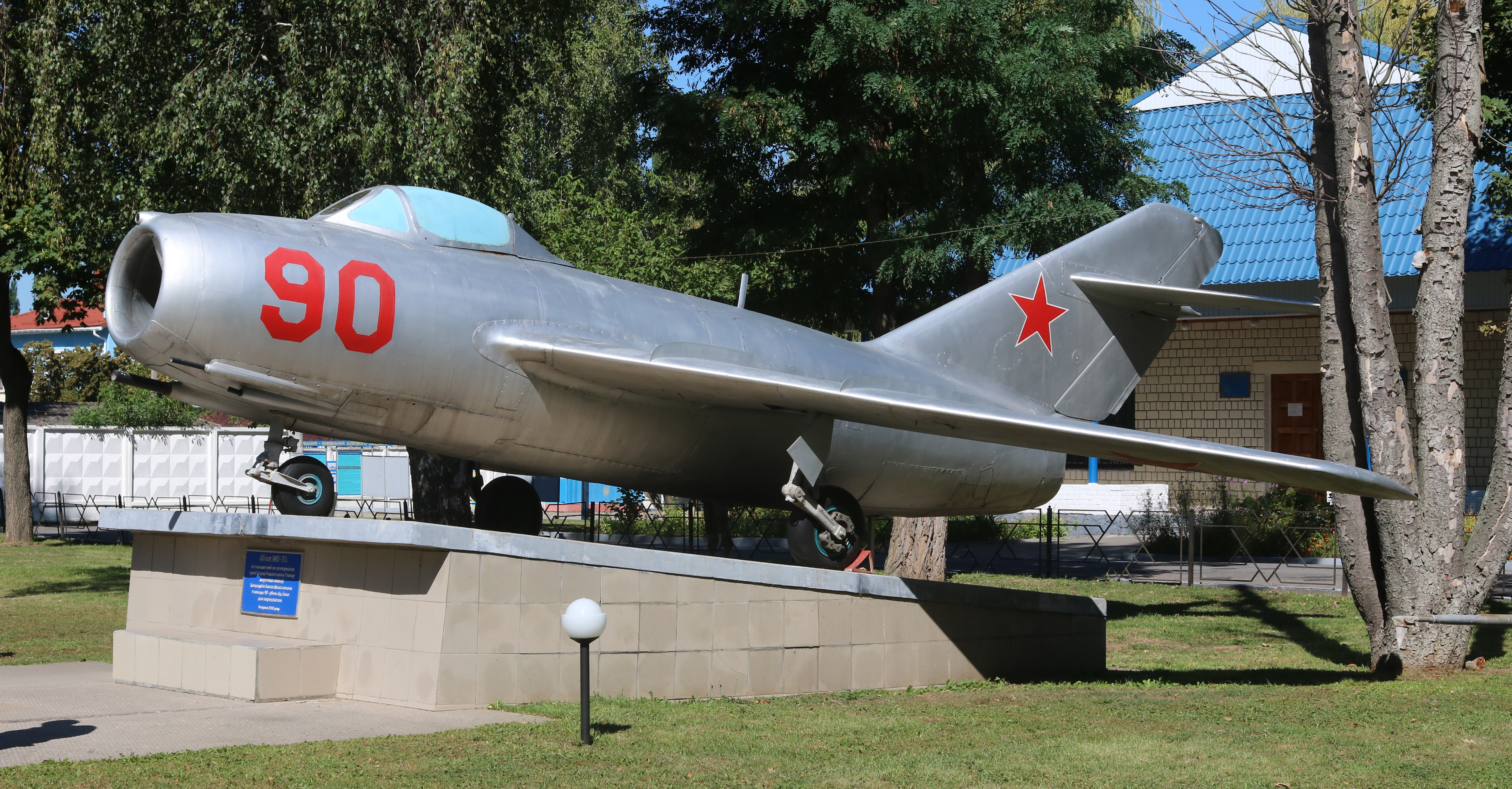
MiG-15

ジェット戦闘機が本格的に実戦投入されたのは、朝鮮戦争からである。その頃のアメリカ空軍ではF4Uコルセアなど第二次世界大戦末期に採用されたレシプロ機が多く存在したが、格闘性能ではMiG-15と同等に渡り合うなどジェット戦闘機とレシプロ機の差が交錯する時期でもあった。
ソ連の支援を受けた中国人民志願軍はいち早く後退翼のMiG-15を投入した。当時国連軍の主力となったのはF-80 シューティングスターやグロスター ミーティアなどの直線翼戦闘機であり、設計思想ではMiG-15の方が先進的であった。その後、これに対抗してアメリカ軍を中心とする連合軍も後退翼のF-86 セイバーなどを投入した。性能的にはMiG-15とF-86は一長一短であり、上昇力や格闘性能ではMiG-15が勝ったが、レーダーや照準器などの儀装面ではF-86の方が優秀であった。結果としては米空軍パイロットの技量の高さもあって、この後退翼戦闘機同士の戦いではアメリカの圧勝であった。
音速に達する前のジェット戦闘機は「第1世代」と区別される。

### 超音速戦闘機
第2世代ジェット戦闘機

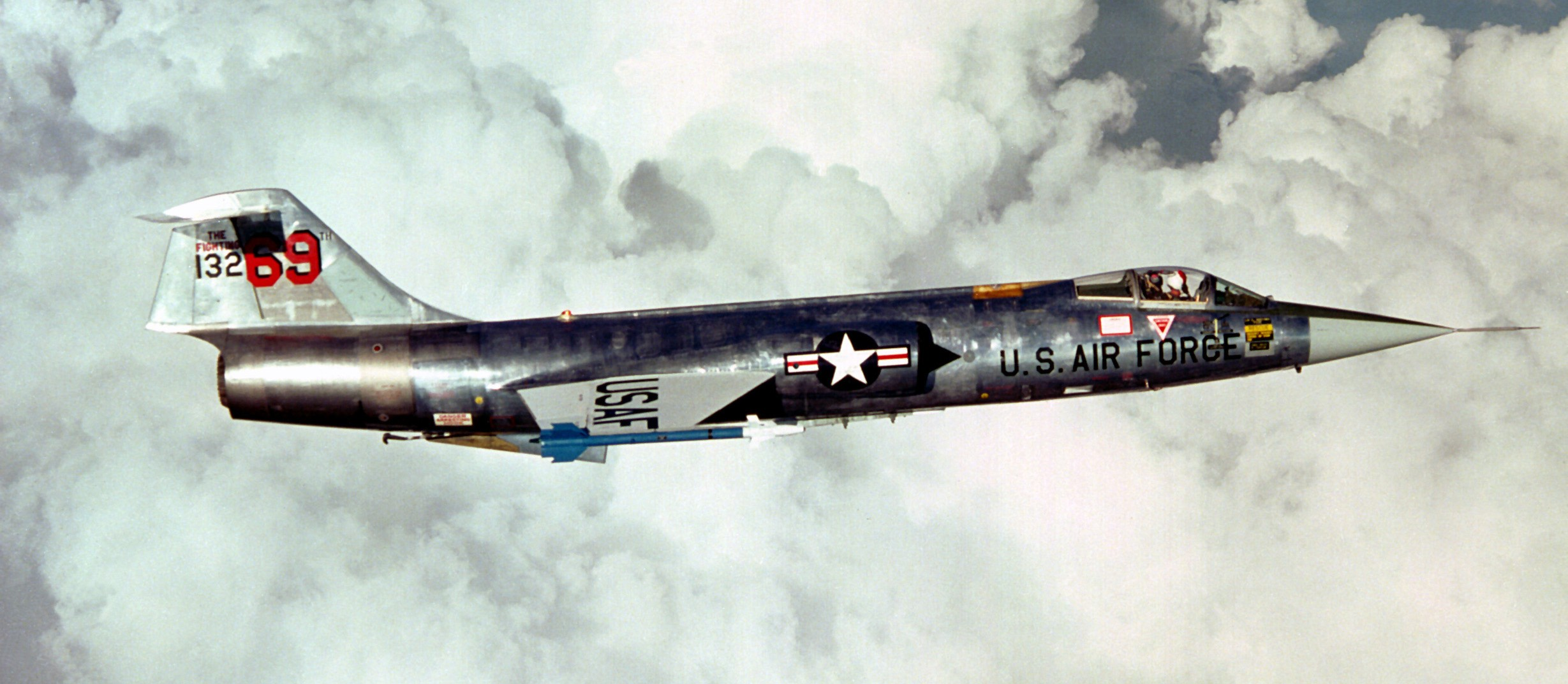
F-104G

1940年代まで 有人飛行機で音速を超えて操縦することが可能かどうかは、全く未知の世界であった。第二次大戦の直後から、アメリカはこの問題を実験できる機体の研究を続けていた。この目的のために製作されたベルXS-1（ロケットエンジンを装備：後にX-1に名称変更）は1947年に有名なチャック・イェーガーの操縦で音速を突破し、超音速でも機体の操縦が可能であることを証明した。このときはB-29の腹下にぶら下げられて離陸し、高度6,100mで母機から切り離されて発進した。
一旦 有人機で音速を超えられることがわかれば、後はエンジンの推力と空気力学の問題である。ジェットエンジンは次々に改良され、推力が大きくなった。機体の形状ではエリアルール（面積法則）なる理論が提案され、F-102デルタダガーの音速突破に貢献した。これは、飛行機の断面積変化が少ないように設計すれば高速での抵抗が少ないという理論で、機体に応用した場合主翼取り付け部分の胴体がくびれて細くなる。一方主翼は、後退翼よりもより高速飛行に適したデルタ翼機が多数登場した。こうして音の壁を突破し、超音速飛行が可能となった戦闘機は「第2世代」のジェット戦闘機に分類される。また、この時期にはAIM-9サイドワインダーなどの空対空ミサイルが登場した。
第3世代ジェット戦闘機

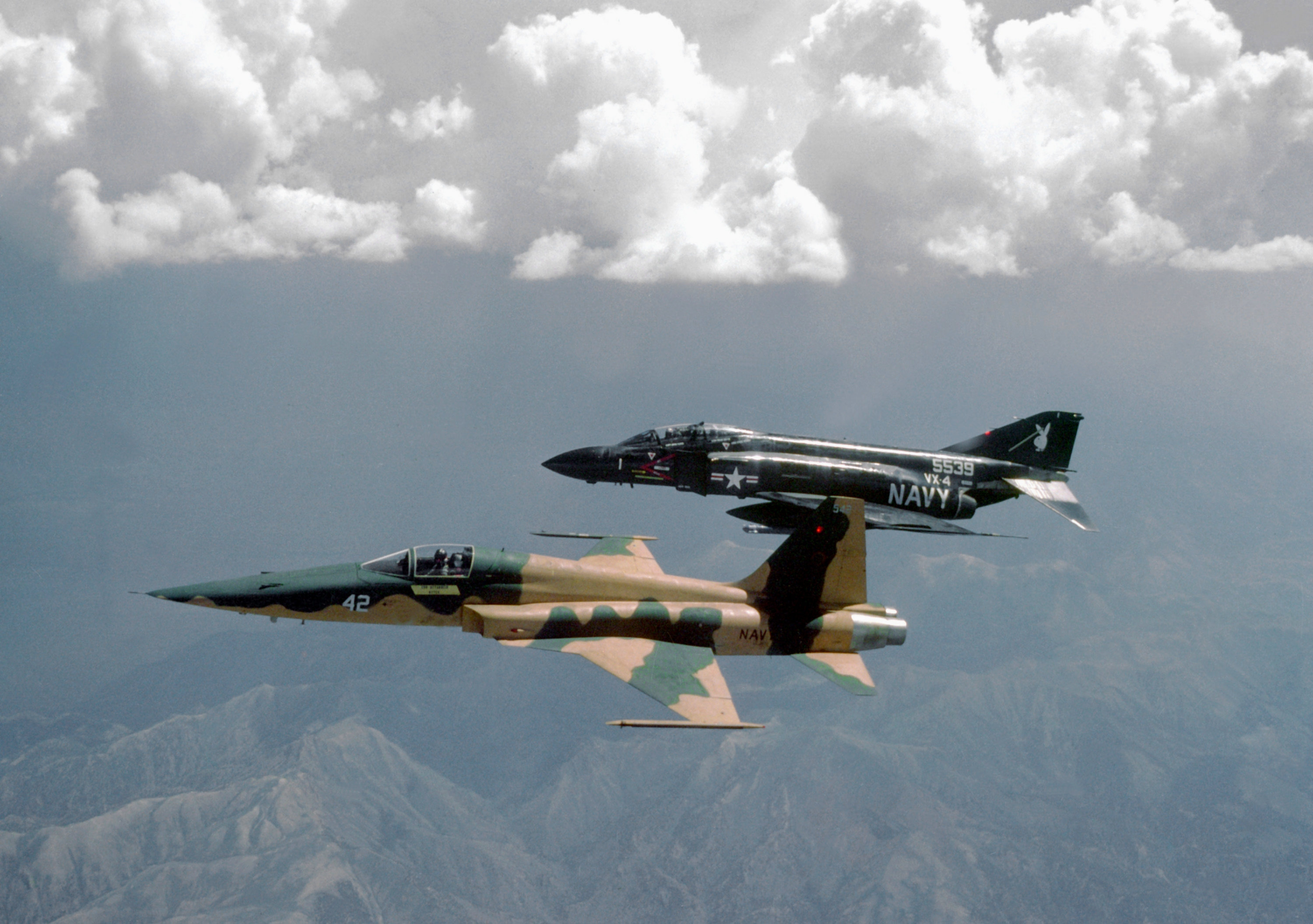
F-5N（手前）とF-4S（奥）

ミサイルの発達により、空戦は遠距離からのミサイルの撃ち合いで終始するというミサイル万能論が広がった。高速でより多くのミサイルを搭載可能な戦闘機が最強の戦闘機とされ、近接格闘戦で必要な機動性は軽視されるようになった。そのため少なくない戦闘機が機関砲装備を廃止した。戦闘機の高速化が進み、超高速戦略機の迎撃用に開発されたMiG-25 "フォックスバット"は最高速度が非常に速く、3,000 km/h （およそマッハ 2.83 相当）での飛行を目標に設計されており、中東方面ではマッハ 3.4 の飛行速度が記録された世界史上最速の戦闘機である。
しかし、当時は空対空ミサイルの性能が低く、ベトナム戦争では接近戦が発生し、その際に機動性の低いアメリカ空軍の最新鋭機F-105サンダーチーフなどが、旧式なMiG-17やはるかに安価なMiG-21に容易く撃墜されるという事態が発生した。この経験から、格闘性能、機関砲の大切さが再認識され、アメリカ機として比較的機動性が高い機体であるF-4ファントムIIやF-106は、当初廃止していた機関砲を後付けで装備し、F-4の活躍でアメリカ軍はなんとかベトナム戦争を凌いだ。
スウェーデンのサーブ 社の戦闘機はSTOL性能や即席滑走路からの離陸等を考慮し、第2世代機のサーブ 35 ドラケンはダブルデルタ翼（後のストレーキの嚆矢）、第3世代機のサーブ 37 ビゲンはデルタ翼とカナードを組み合わせる、当時としては特異な形態を採用した。この形態は第4世代機では普遍的になる。
第4世代ジェット戦闘機

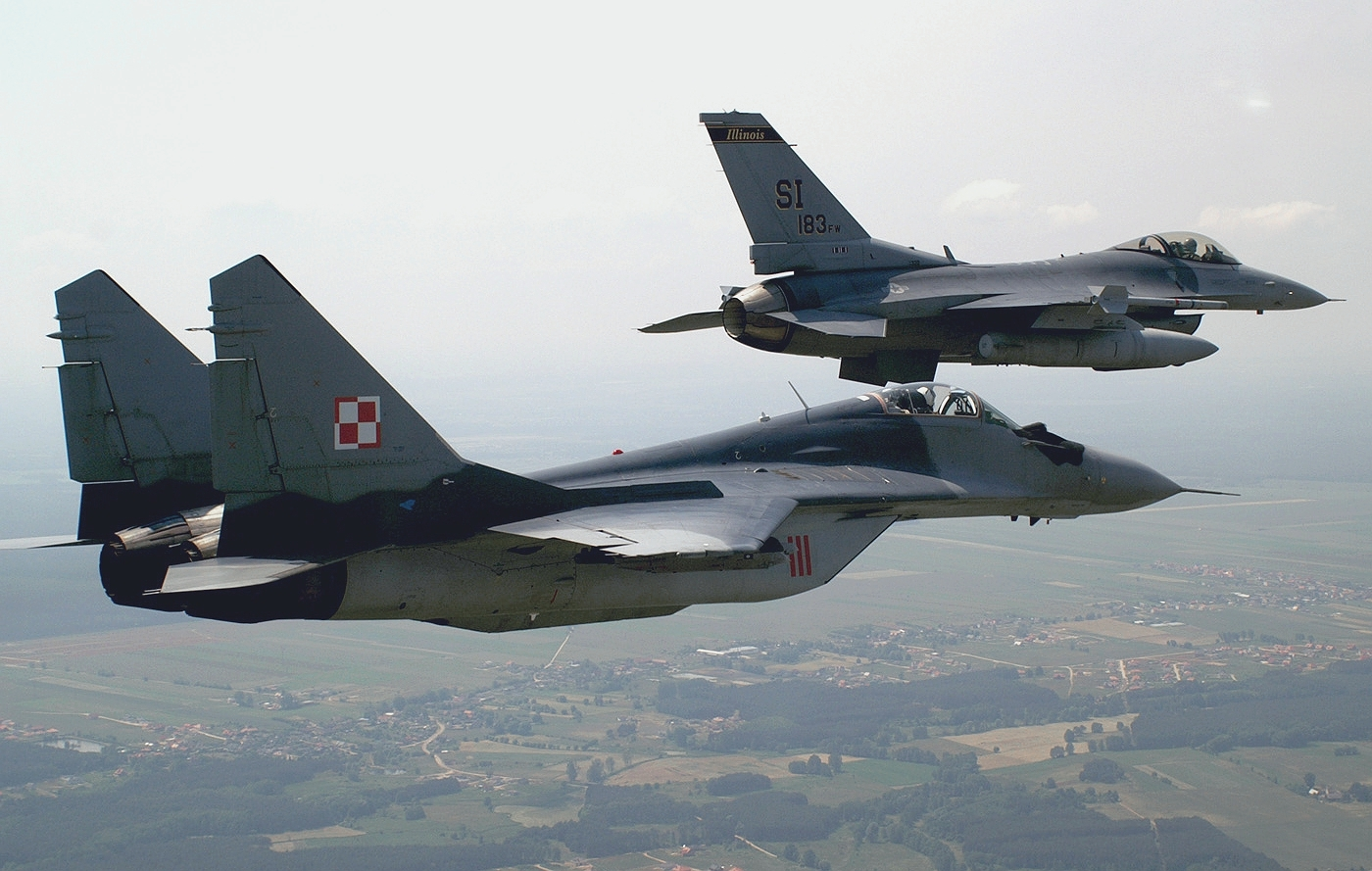
MiG-29A（手前）とF-16C（奥）

ベトナム戦争、印パ戦争、中東戦争を経て格闘性能、特に運動性能を重視するようになった。1970年代には格闘性能を重視した大推進力で機敏な機動飛行を行うF-14、F-15、F-16、SU-27、MiG-29などの「第4世代」の戦闘機が東西で作られた。またF/A-18のようなマルチロールファイターも作られた。これ以降は、ただ速いよりも旋回による回避の方が効率がいいという意見が高まり、速度を落としてでも他の性能を確保する傾向になり、例えばF-14、F-15とも最高速度はマッハ2台半ばに留まり、前任機F-4ファントムと変わらないが、旋回半径は半分以下まで小さくなっている。F-16以降は速度性能を切り捨てる傾向に拍車がかかり、F/A-18はマッハ1台に留まっている。
超音速戦術機に向いたアフターバーナー付きターボファンエンジンが実用化されたため、要求される機動性を実現できる飛行性能を実現できた。操縦席のグラスコックピット化やフライ・バイ・ワイヤの導入など、ハイテク化が進められる。また風防は、ドッグファイトに持ち込まれた場合結局一番役に立つのはパイロットの目であると考えられ、高速飛行には向かないが視界がよい涙滴型キャノピーが使用されるようになった。また運動性の追求のため、ストレーキ（LERX）やカナード、あるいはCCV設計が採用されるようになった。

### マルチロール
第4.5世代ジェット戦闘機

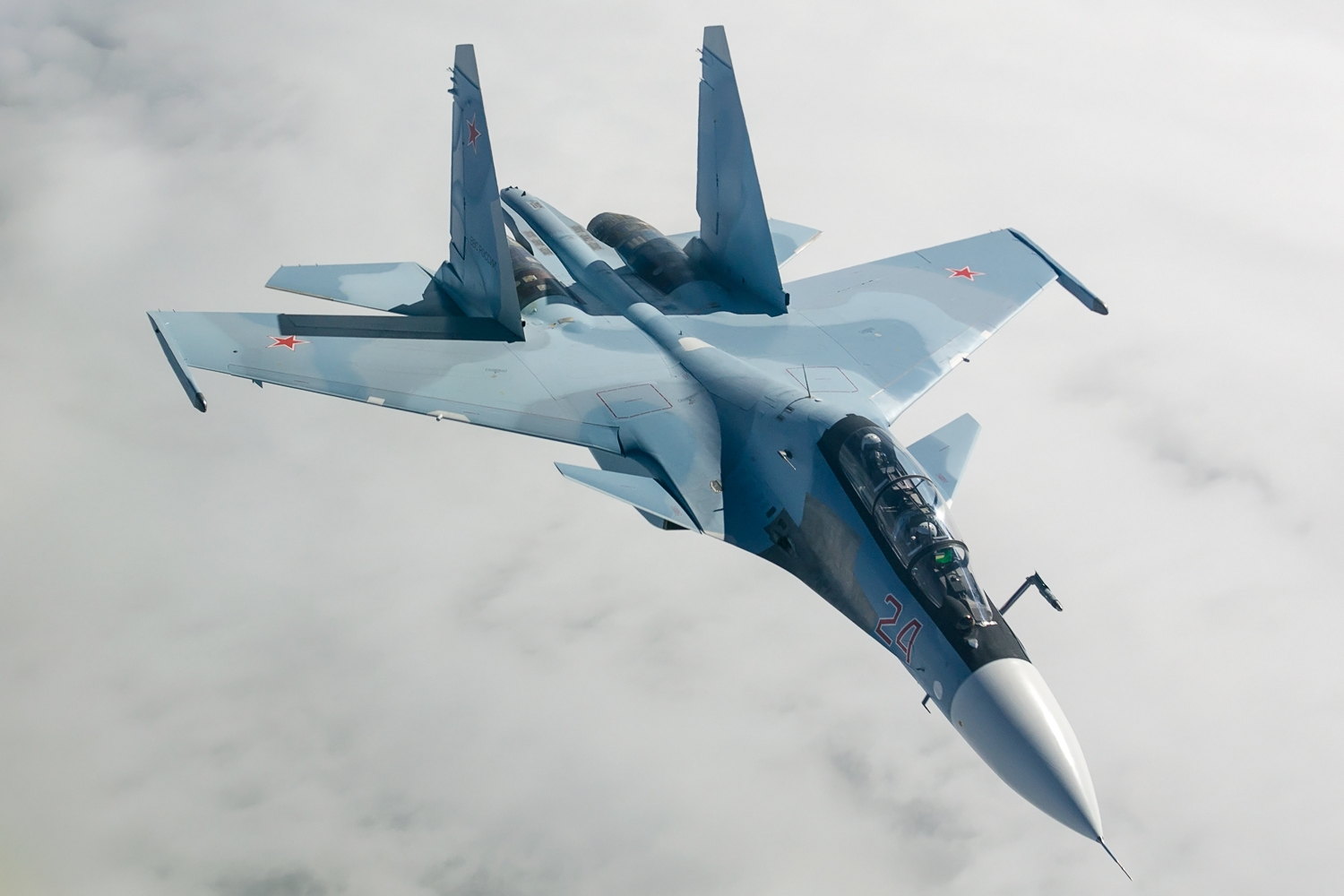
Su-30SM

航空機のジェット化が進み、レーダー、電子技術、ミサイルなどの兵装の発達で従来の機種は整理され、特に戦闘機は空戦を専門とするタイプと大量の兵装を装備できる戦闘攻撃機タイプが主流になり、兵装の交換により対空、対地、対艦といった幅広い任務に対応するマルチロール機へと進化していった。攻撃機はマルチロール化した戦闘機に集約されて機種が減少した。
「第4.5世代」のジェット戦闘機は第4世代を凌駕する性能を持つが第5世代には主にステルス性の面で及ばないという意味合いでこう呼ばれる。第4世代機で採用がはじまったストレーキあるいはカナード、CCV設計が普遍的なものとなり、さらに推力偏向ノズルの装備を行った機体もあり、第4世代よりもさらに機動性が向上するよう図られている。スーパークルーズ能力について言及される事もあるが、前世代機でも意図的ではないがこの能力を持つ機体もあり、またこの能力が実戦に寄与した例は現在の所は無い。
第5世代ジェット戦闘機

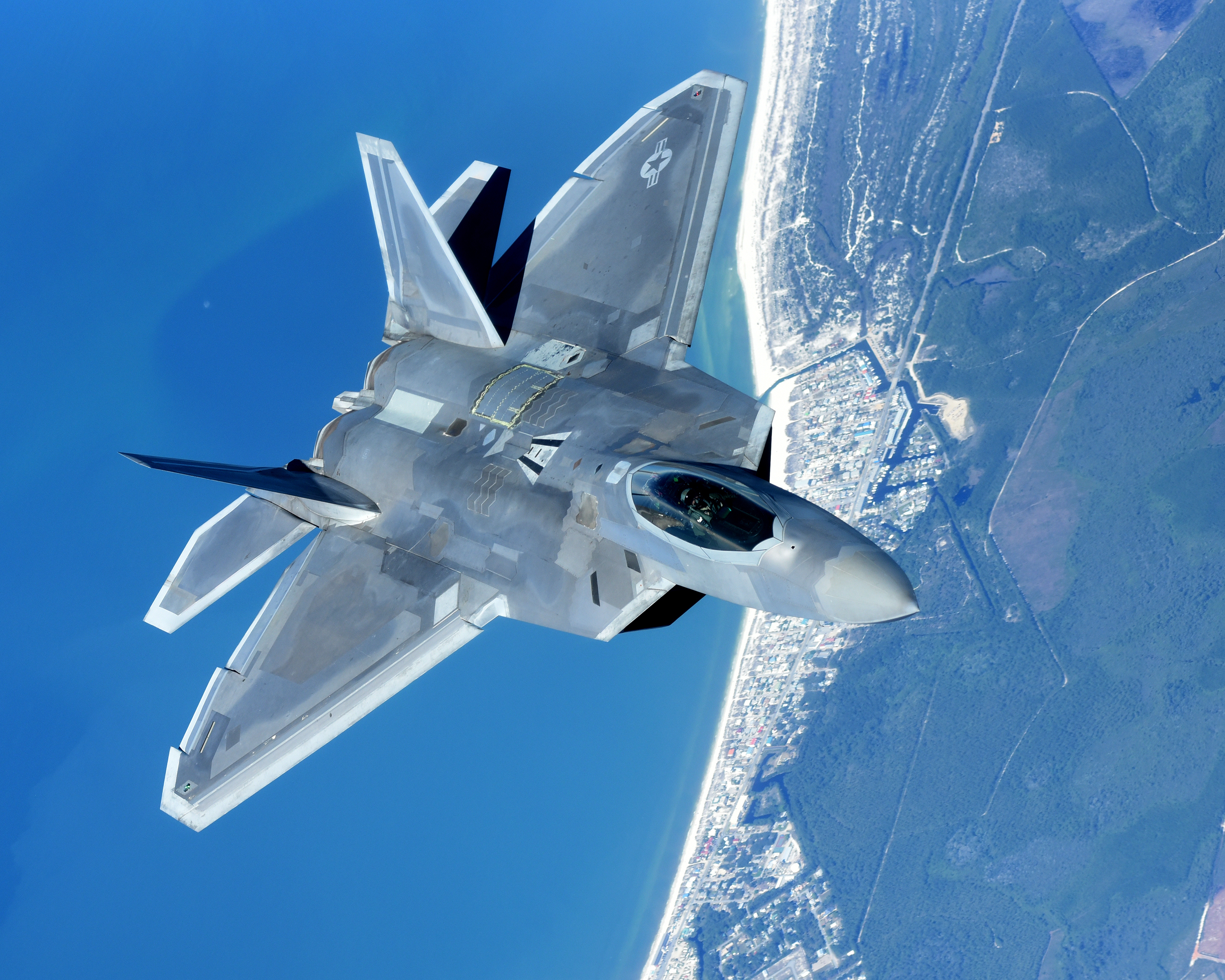
F-22A

F-22を嚆矢とする、次世代を担う戦闘機である。高度なステルス性能を有するステルス機の研究・開発が各国で進められている。これは、相手から探知されなければ生存性が大幅に上昇し、且つ敵に気付かれずに先制攻撃を加えることが可能だからである。言い換えれば各種センサー装備の充実(センサーフュージョン)による先制攻撃性の強化が求められる。またF-22はスーパークルーズ能力を持つ事から、これも第5世代ジェット戦闘機の必須の能力として一時期言及された事があり、そのため前述の第4.5世代戦闘機でもスーパークルーズ能力について言及される事があったが、続く第5世代機であるF-35にはスーパークルーズ能力は要求されなかった（結果的にその能力は持っているが）。
第6世代ジェット戦闘機

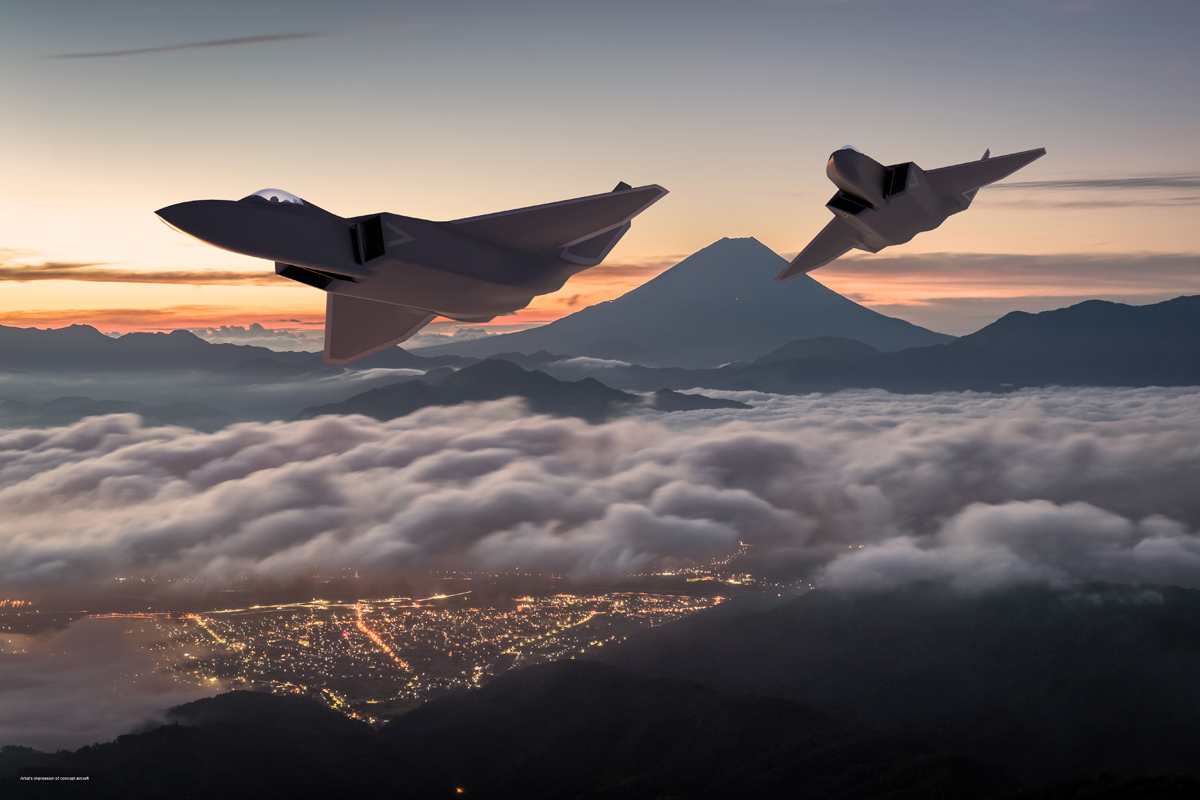
GCAP

第6世代ジェット戦闘機の機体は、そもそも第5世代ジェット戦闘機が未だ開発途上であるため、まだ存在しない。しかしながら、各国が様々な研究を進めている戦闘機が、第6世代ジェット戦闘機を自称する例が見られる。
ボーイングは2010年に、アメリカ海軍のF/A-18E/Fを代替する第6世代ジェット戦闘機としてF/A-XXを計画している事を発表した。F/A-XXは第5世代機より高いステルス性を持つ無尾翼双発のマルチロール機で、任務により有人運用と無人運用が選択可能であるという。部隊配備は2025年を予定している。
防衛省は航空自衛隊のF-2を代替する第6世代ジェット戦闘機として、i3 FIGHTERを構想中である。i3 FIGHTERの初飛行は2022年以降を予定している。
また、アメリカのベンチャー企業STAVATTI社は、F-16C及びF/A-18Cを代替する第6世代ジェット戦闘機として、SM-36 STALMAという軽戦闘機を開発中と発表していたが、2007年以降とされていたプロトタイプのロールアウトも行われておらず、STAVATTI社の公式サイトからもSM-36関連のページが削除されており、現在の開発状況は不明となっている。
無人の戦闘機
アメリカのアフガニスタン侵攻時に、安価な無人航空機が使用され、たとえ撃ち落とされても人命は失われず費用対効果的にも有効性が認められた。
当初の偵察任務のみならず、空対地ミサイルを搭載し、限定的な攻撃任務が可能な機種も登場した。しかしながら、遠隔操縦には常に妨害や通信途絶の可能性があり、また空対空戦闘の自律化、自動化にはまだ多大な困難がある。
また、アメリカ空軍は初期の対空ミサイルの開発当初、それらを「無人戦闘機」として扱っており、型式番号にも戦闘機を示す「F」を与えていたが、後に戦闘機とは別物として扱われるようになり、Fナンバーが与えられていたミサイルも順次改名されていった。

## 戦闘機保有国の一例
- アゼルバイジャン: MiG-29

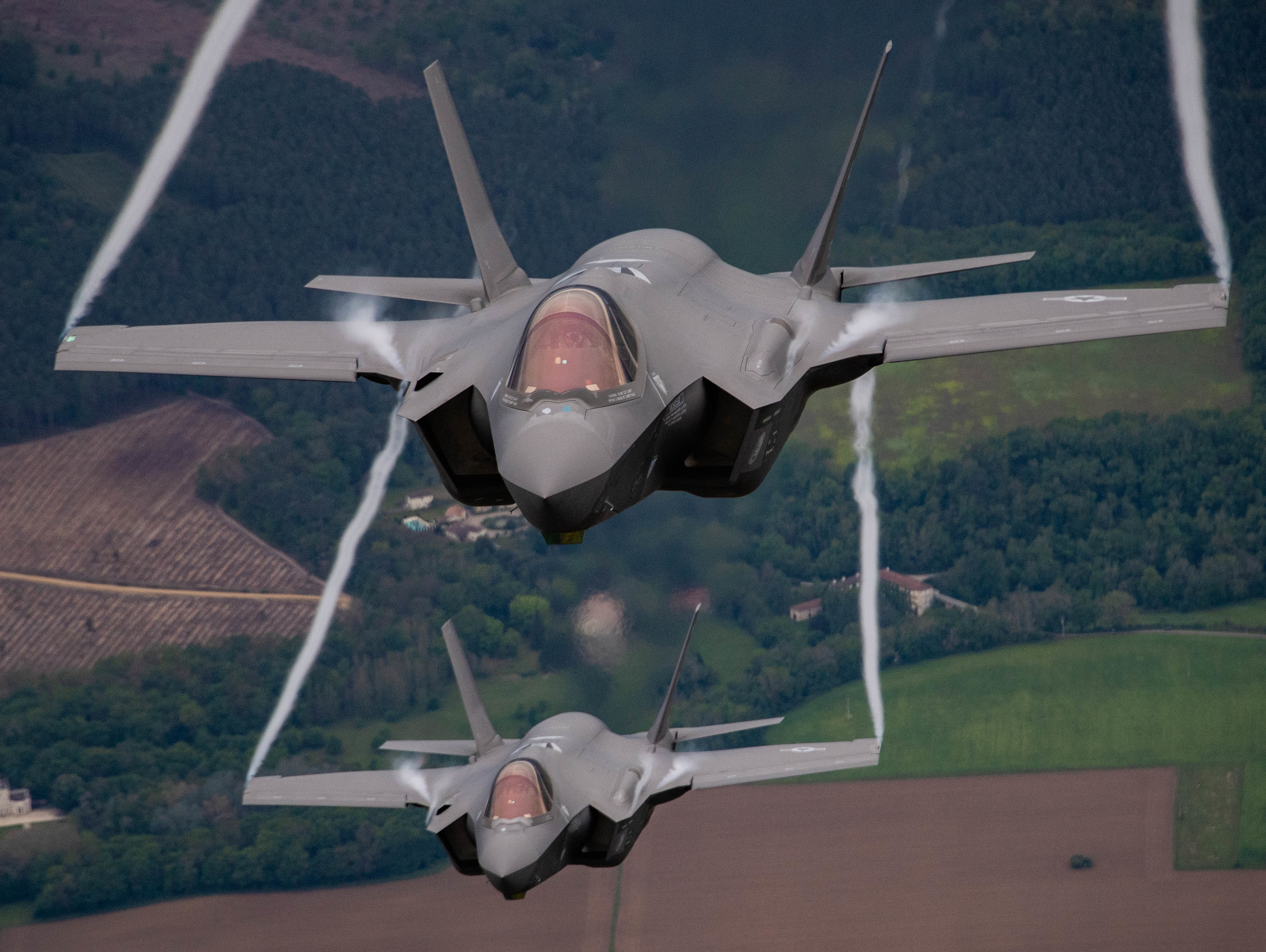
アメリカ合衆国: F-15/E、F-16、F/A-18/E/F、F-22、F-35
- アラブ首長国連邦: F-16、ミラージュ2000
- アルジェリア: Su-30、MiG-29
- アルメニア: Su-30
- イギリス: タイフーン、F-35
- イスラエル: F-16、F-15/E、F-35
- イタリア: タイフーン
- イラク: F-16
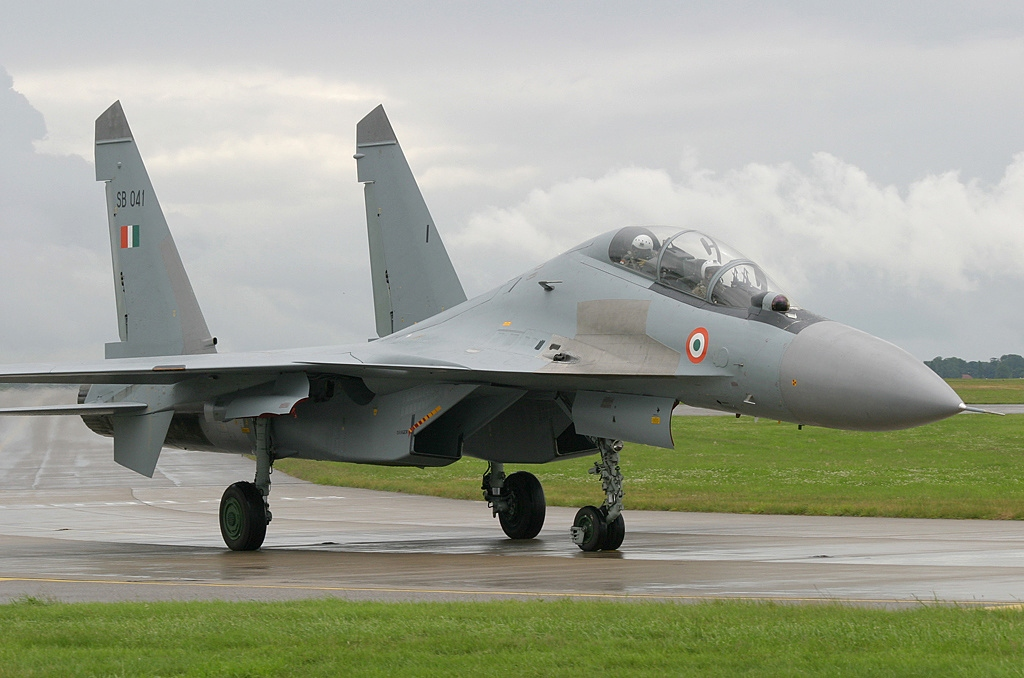
ウガンダ: Su-30、MiG-21
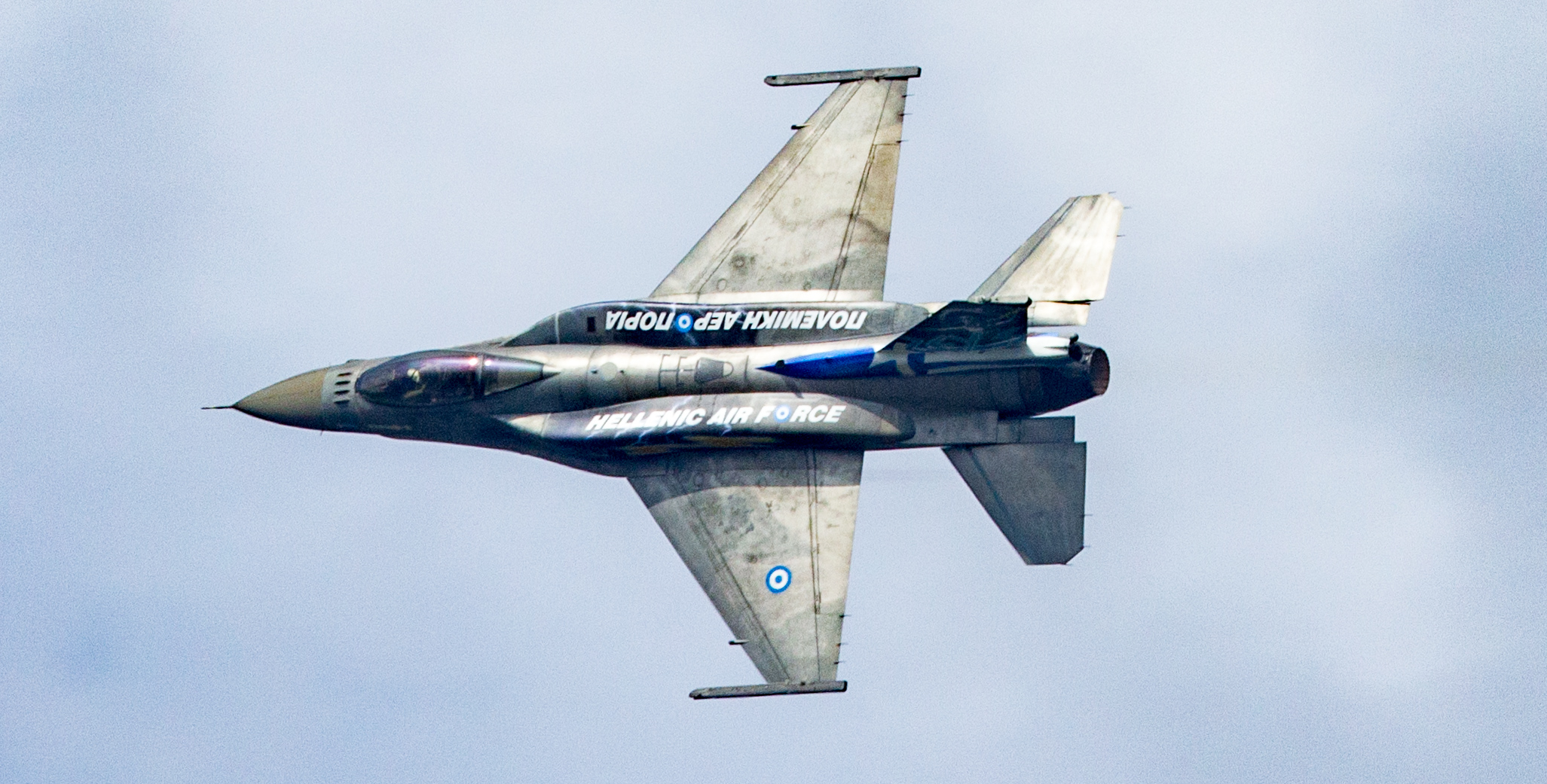
ギリシャ空軍のF-16
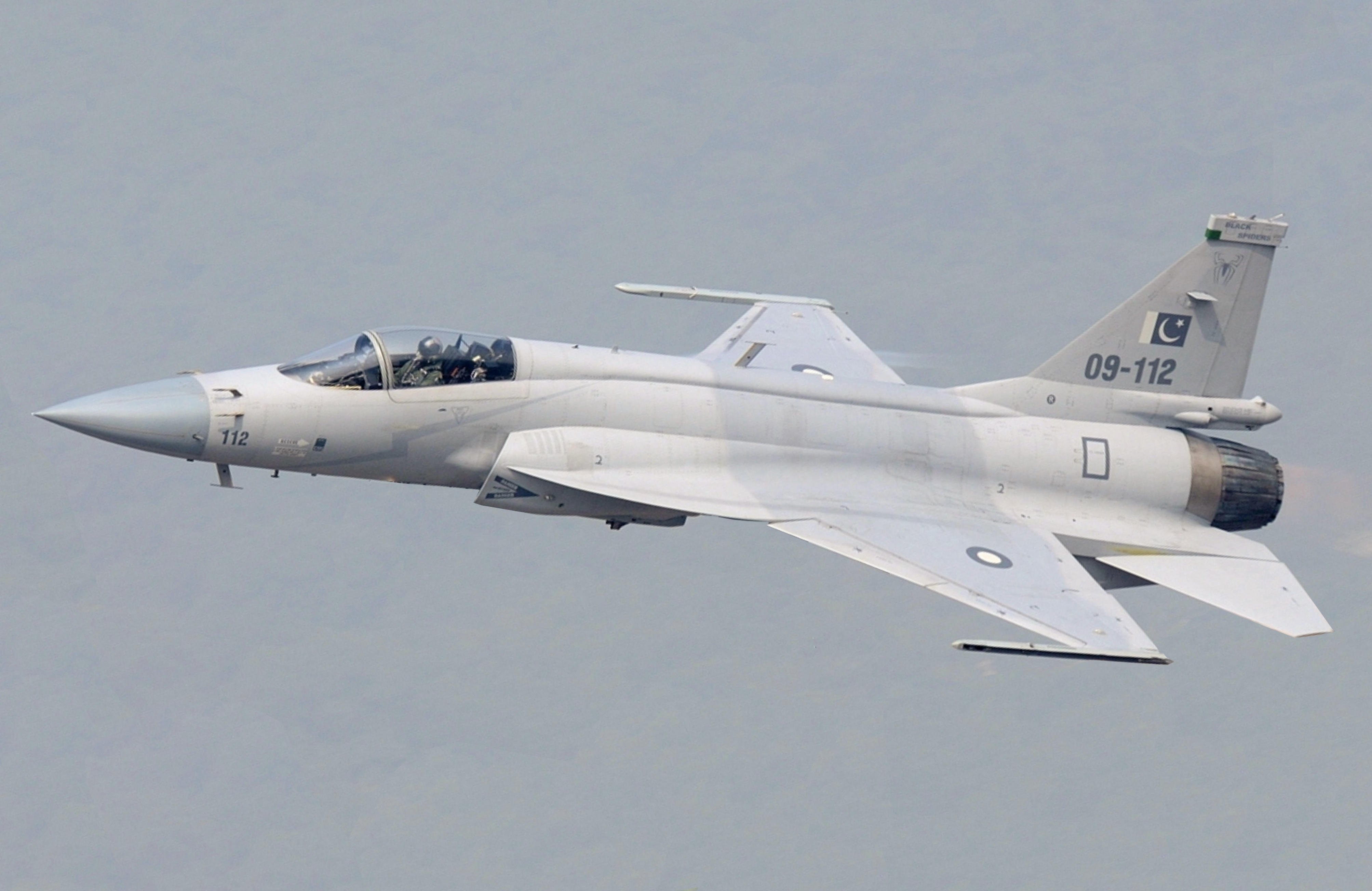
パキスタン空軍のJF-17

- ウズベキスタン: MiG-29、Su-27
- エジプト: F-16、MiG-29、ラファール、ミラージュ2000
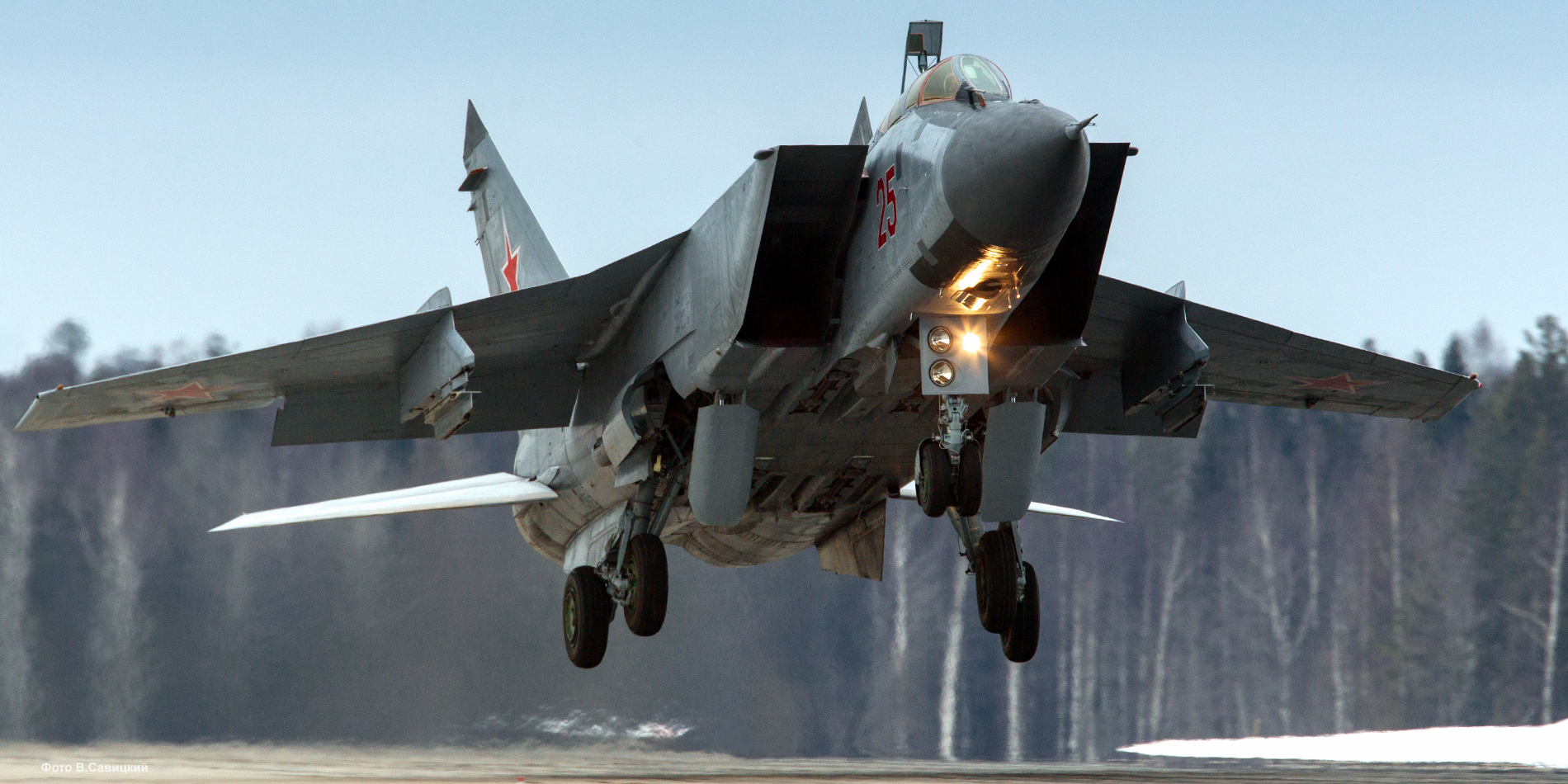
エチオピア: Su-27、MiG-23、Su-30
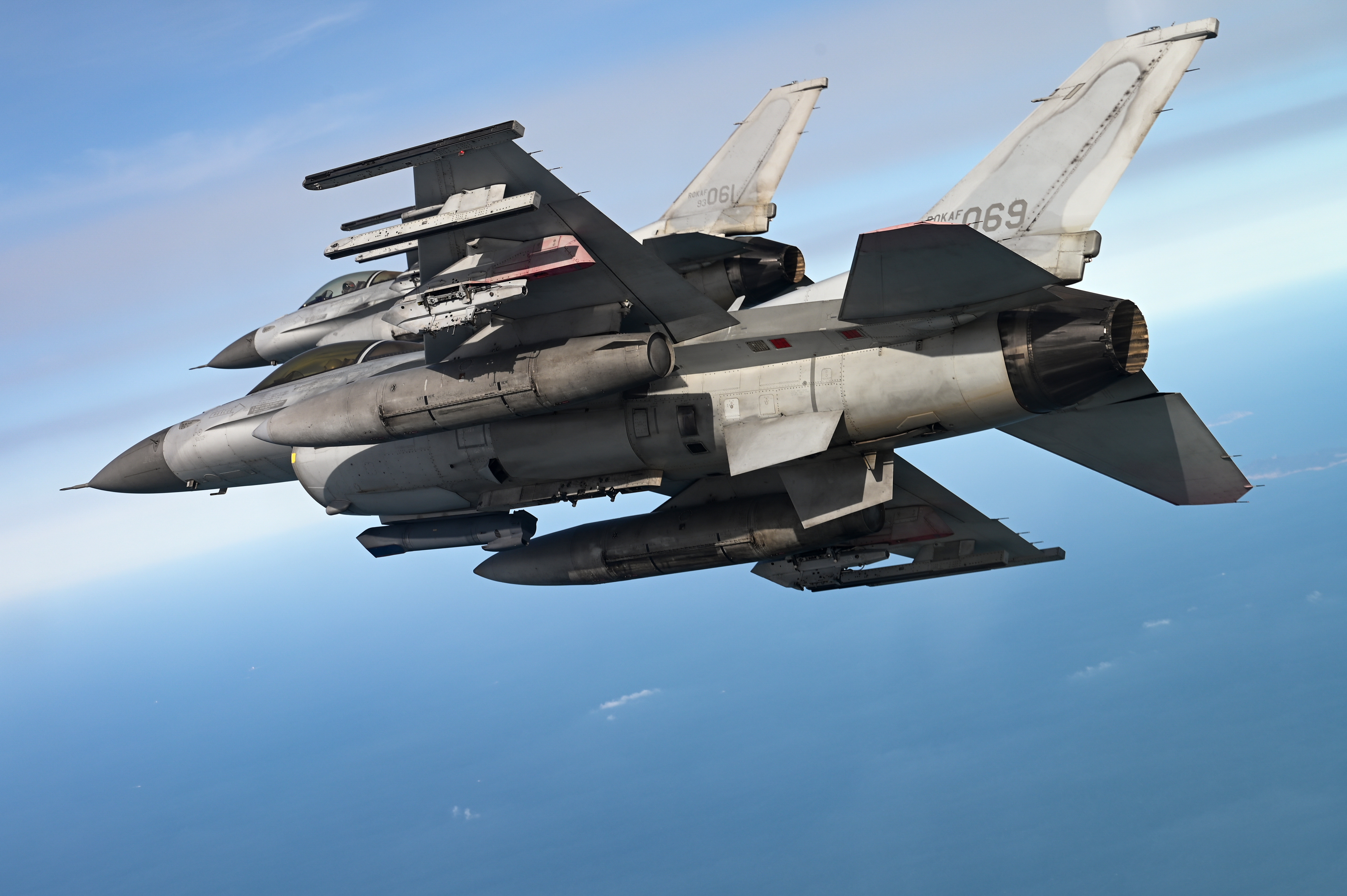
大韓民国空軍のF-16
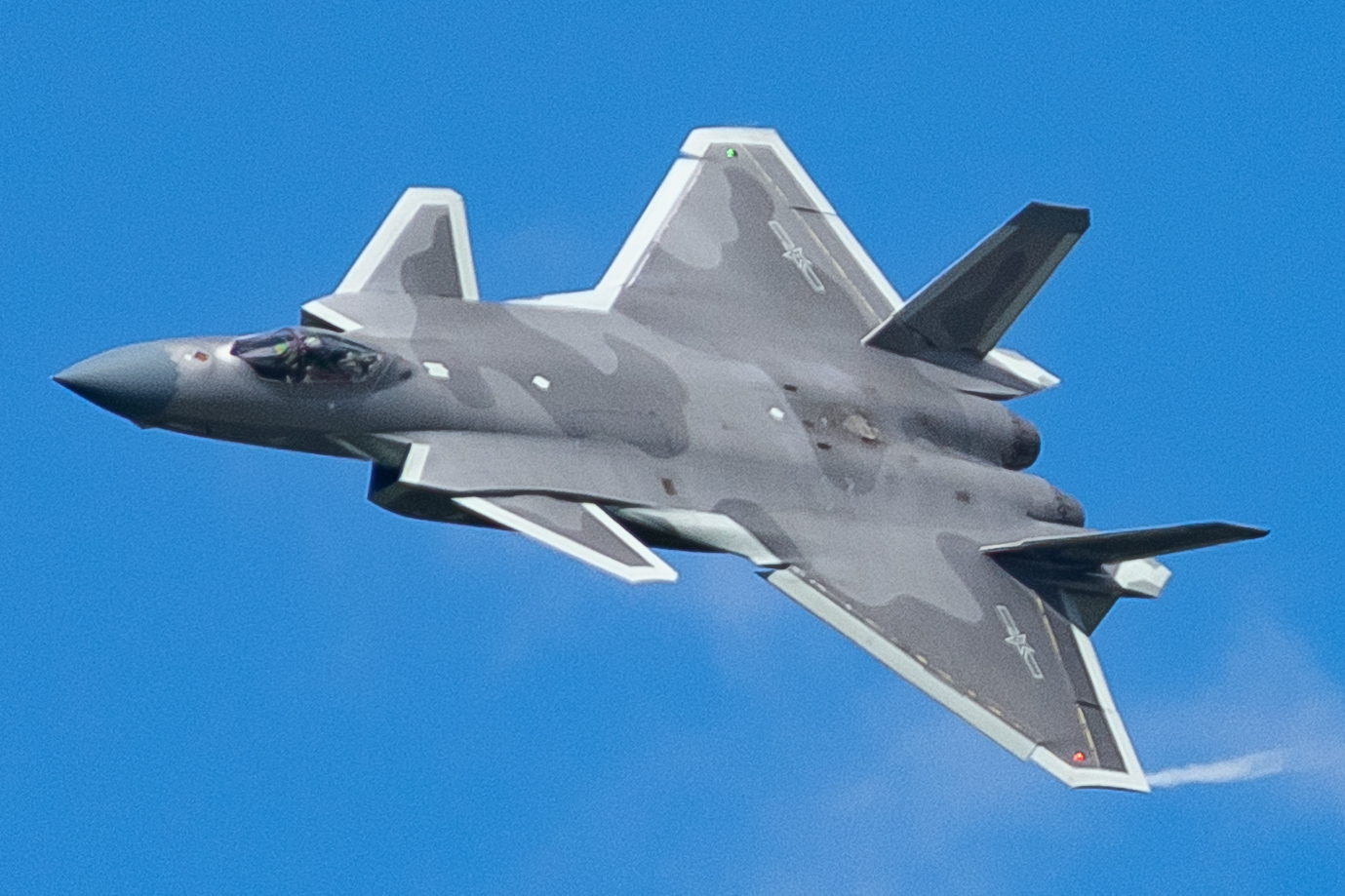
中国人民解放軍空軍のJ-20

- オマーン: F-16、タイフーン
- オランダ: F-35
- オーストラリア: F-35、F/A-18F
- オーストリア: タイフーン
- 北朝鮮: MiG-21、MiG-23、MiG-29
- カザフスタン: Su-30、MiG-31、Su-27、MiG-29
- カタール: F-15E、ラファール、タイフーン

- クロアチア: ラファール
- サウジアラビア: F-15、タイフーン
- シンガポール: F-16、F-15E
- スウェーデン: グリペン
- スペイン: F/A-18、タイフーン
- スロバキア: F-16
- セルビア: MiG-29
- タイ: F-16、グリペン、F-5
- 台湾: F-16、F-CK-1、ミラージュ2000
- チェコ: グリペン
- 中国:J-8II、J-10、Su-27、J-11、J-15、Su-35、J-20
- チリ: F-16、F-5
- デンマーク: F-16、F-35
- ドイツ: タイフーン
- トルクメニスタン: MiG-29
- トルコ: F-16、F-4
- 日本: F-15、F-2、F-35
- ノルウェー: F-35
- ハンガリー: グリペン
- バングラデシュ: J-7、MiG-29
- バーレーン: F-16
- ブラジル: F-5
- フランス: ラファール、ミラージュ2000

- ブルガリア: MiG-29、F-16
- ベトナム: Su-30、Su-27
- ベネズエラ: Su-30、F-16
- ベラルーシ: MiG-29、Su-30
- ベルギー: F-16、F-35
- ペルー: ミラージュ2000、MiG-29
- ポルトガル: F-16
- マレーシア: Su-30、F/A-18
- 南アフリカ共和国: グリペン
- ミャンマー: MiG-29、J-7、JF-17、Su-30
- モロッコ: ミラージュF1、F-5、F-16
- モンゴル: MiG-29
- ヨルダン: F-16
- ルーマニア: F-16
- ロシア: MiG-29、Su-27、Su-30、Su-33、Su-35、Su-57

- アメリカ空軍のF-35
- インド空軍のSu-30
- ギリシャ空軍のF-16
- パキスタン空軍のJF-17
- ロシア空軍のMiG-31
- 大韓民国空軍のF-16
- 中国人民解放軍空軍のJ-20